# Budapesti Vidám Park
A Budapesti Vidám Park (névváltozatai: Budapesti Vidámpark, Fővárosi Vidámpark) a budapesti Városligetben működött 1950. május 22-től 2013. szeptember 30-ig, 6,5 hektárnyi területen. Közvetlen elődeit, a Vurstlit és az Angol Parkot is beszámítva, közel kétszáz éves történetével a világ egyik legrégebbi, folyamatosan működő szórakoztatóparkja volt. A helyén 2014-2015 között a Holnemvolt Park állatparki környezetben működtetett tovább néhány régi mutatványt.
A Vidámpark 2013-ban végleg bezárt. A Fővárosi Állat- és Növénykert tulajdonába került terület délnyugati oldalán 2018 óta a gyerekeknek szóló Holnemvolt Vár, a központi részen 2020-tól pedig az úgynevezett Pannon Park üzemel. A korábbi időszakból megismert kép ezzel végleg megváltozott, csak három, műemléki védettséget élvező mutatvány és épület maradt fent.
2023-ban egy Szabó József „Dodó” nevű vállalkozó úgy döntött, hogy megvalósítja gyerekkori nagy álmát, és a nyegyven éve összegyűjtött régi vidámparkból is származó játékokkal új vidámparkot nyitna a 17. kerületben, Rákoscsaba délkeleti peremén Új Budapesti Vidámpark „DODO-LAND” néven. Az új vidámpark érdekessége, hogy az 1800-as években készült és restaurált körhinta mellett a park az 50-60-as évekbeli régi parkot idézi fel, és a régen elfeledett liliputi  gőzmozdony is üzemelni fog az új helyen, mint annak idején a Fővárosi Vidámparkban. A kerületi önkormányzat ugyanakkor még nem adott rá építési engedélyt.

## Története

### A terület múltja
A mai Városliget, akkori népszerű nevén Ökördűlő a 19. század elején egy erdős-ligetes terület volt mocsaras tóval, abban két szigettel, órányi gyalogútra a várostól. A középkorban erdőfoltos terület volt, benne egy patakkal, dombbal és egy kis tóval. A már akkor is jelentkező túlhasználat miatt az erdő kipusztult, a tó elmocsarasodott. A jellegtelen, homokos, mocsaras területre az újabb erdő telepítését még Mária Terézia rendelte el 1755-ben, de a folyamat a nemtörődömség miatt igen lassan ment, az első telepített erdő maradéktalanul ki is pusztult.
A terület üdülő és szórakoztatóterületté fejlesztését Boráros János indítványozta 1794-ben. A környék egy ideig Batthyány József hercegprímás tulajdona volt, majd miután 1805-ben visszakerült a városhoz, lassan kirándulóhellyé fejlődött. Fokozatosan újra beültették fákkal, a legidősebb fa az 1830-as évekből való. 1865-ben a területet parkosították, sétányokat nyitottak. A mocsaras tavat a 19. század folyamán tették rendbe. Később meleg gyógyvizet találtak, az ezen alapuló gyógyfürdők építése a liget képét is megváltoztatta.

### A Vurstli kialakulása és fénykora (1805–1910)
A környéket a század elejétől kezdték felkeresni az emberek, de rendszeresen inkább a jobb anyagi helyzetben lévő, a távolság miatt inkább saját fogattal rendelkező városiak piknikek, ünnepségek céljából. Az egyszerűbb, heti hét napot dolgozó néprétegek akkoriban kevés szabadidejük miatt inkább csak az alkalmi búcsúkat, vásárokat, a már akkor is létező május „elsőjéket” látogatták. Ezek egyik színtere lett az Ökördűlő, ahová ilyenkor akár több ezer ember is elment. A szegényebb családok is felkerekedtek, hozták magukkal az élelmet piknik céljából, de a bort, sört a nehéz cipelés helyett inkább megvették.
A tömegeket az aktuális eseményekre ideérkező, Pestről 1808-ban kitiltott mutatványosok szórakoztatták, lacikonyhák és italmérések is érkeztek velük, de kifejezetten csak az esemény időtartamára. Az első hosszabb, két évre szóló bormérési engedélyt Grossinger Leopold kapta 1810-ben, mellé a forgalom fellendítésére lóhajtású körhintát épített.
A következő években már nagy élet zajlott a területen, melynek központja a mai 1956-os emlékmű mögötti, már akkor is létezett kerek tisztás, akkori nevén az Ackergrund, vagy Rundó körül volt. Innen indult az ország első emberes hőlégballonja 1811-ben. Az első faépületet Aloys Schmidt tiroli mutatványos építette 1815-ben. 1827-ben körhinta mellett már nyári vendéglő is működött. Az első nagyobb körhinta népszerű neve Öregmalom volt. 1828. augusztus 20-án adták át a favázas csúszdát.
Ünnepek és vásárok alatt voltak céllövöldék, hinták, jósok, fakírok, tűznyelők, bohócok, kötéltáncosok, bűvészek, de a mutatványosok egy része csak az eseményekre jött ki, néhányan pár évre szóló engedélyt kaptak bódéikhoz, italméréseikhez, komolyabb mutatványaikhoz. Ahogy a rohamosan növekvő város közelített a liget felé, egyre nagyobb lett a forgalom, lassan egy ideiglenes bódé- és sátorváros kezdett kialakulni.
A Vurstli hivatalos kezdetének azt tartják, amikor 1838-ban Wexlehner Sebestyén elsőként állandó letelepedési engedélyt kapott. Neki szintén a Rundó környékén állt mutatványa, ahol tűznyelővel, erőművésszel és képmutogatással szórakoztatta a közönséget. Mutatványa csak annyiban különbözött a többitől, hogy ideiglenes helyett állandó engedélyt kapott rá.
Hamarosan többen is követték. 1832-ben indult meg az omnibusz, mely a liget megközelítését könnyűvé és gyorssá tette a városból. 1849-ben Buda ostromakor a Pest ágyúzása elől menekülő városiak közül sokan a ligetbe menekültek, az ottani mutatványos bódékban húzták meg magukat a harcok végéig.
1851-ben két körhinta, céllövölde, két kocsma és egy lóistálló működött, 1862-ben már egyszerű, lóhajtású óriáskerék is állt a sok kisebb bódé mellett. A ligetben jobb és alpári szórakozások egyaránt megtalálhatók voltak. A bűvészek, tűznyelők, erőművészek, céllövöldék, bábszínházak, körhinták mellett láthatók voltak nyomorékok, egybenőtt gyerekek, szakállas nők, óriások, betetőzve a csak felnőttek által látogatható gusztustalan látványosságokkal.
Noha a gazdagok és szegények egyaránt látogatták az akkor már Városerdőnek nevezett ligetet, a társadalmi rétegződés továbbra is megmaradt. Míg a gazdagabbak inkább korzózni, sétálni, társadalmi életet élni, csónakázni, télen a befagyott tóra korcsolyázni jártak ide, a szegényeket inkább a mutatványosok és olcsó vendéglők vonzották, ebből alakult ki a Vurstli, a szegényebb rétegek szórakoztatóparkja, mely nézetek szerint nevét a német Würstl ’tormás virsli’ szóból kapta, utalva a szegények által is megfizethető, itt felszolgált ételre.
Nevesebb napokon, mikor elözönlötték a ligetet, azt a gyakrabban ráérő gazdagok inkább elkerülték, nem kívánván vegyülni: „a bon ton (jómodor) azt parancsolja, hogy ünnepnap ne menj a nyílt mulatóhelyre, amikor a canail (aljanép) is mulat”.
A ligetet 1865 körül parkosították, ezután tilos volt a fűre lépni, emiatt a bódékat a liget délkeleti oldalára száműzték, majd 1885-ben az Országos Kiállítás ott zajló építése miatt áttelepítették az északnyugati oldalra, a mai Széchenyi fürdő területére. A gazdagabbak így visszanyerték elegáns korzóterületüket, a szegények vurstlija összehúzódott, a lesújtó összkép a fabódékkal azonban nem változott.
1891 (a szabad vasárnap bevezetése) és 1910 között tömegek látogatták a Vurstlit, közhelyszerűen kimenős bakák, cselédlányok, a heti egy szabadnapjukat töltő munkások, akik a heti robot után repülni vágytak a körhintán, inni egy sört, vagy a főnökük helyett néhány fillérért behúzni egyet a pofozógépnek, az e célból kirakott néger bábúnak. A gazdagabbak a helyet kerülték.

### Az Ős-Budavára (1896–1910)

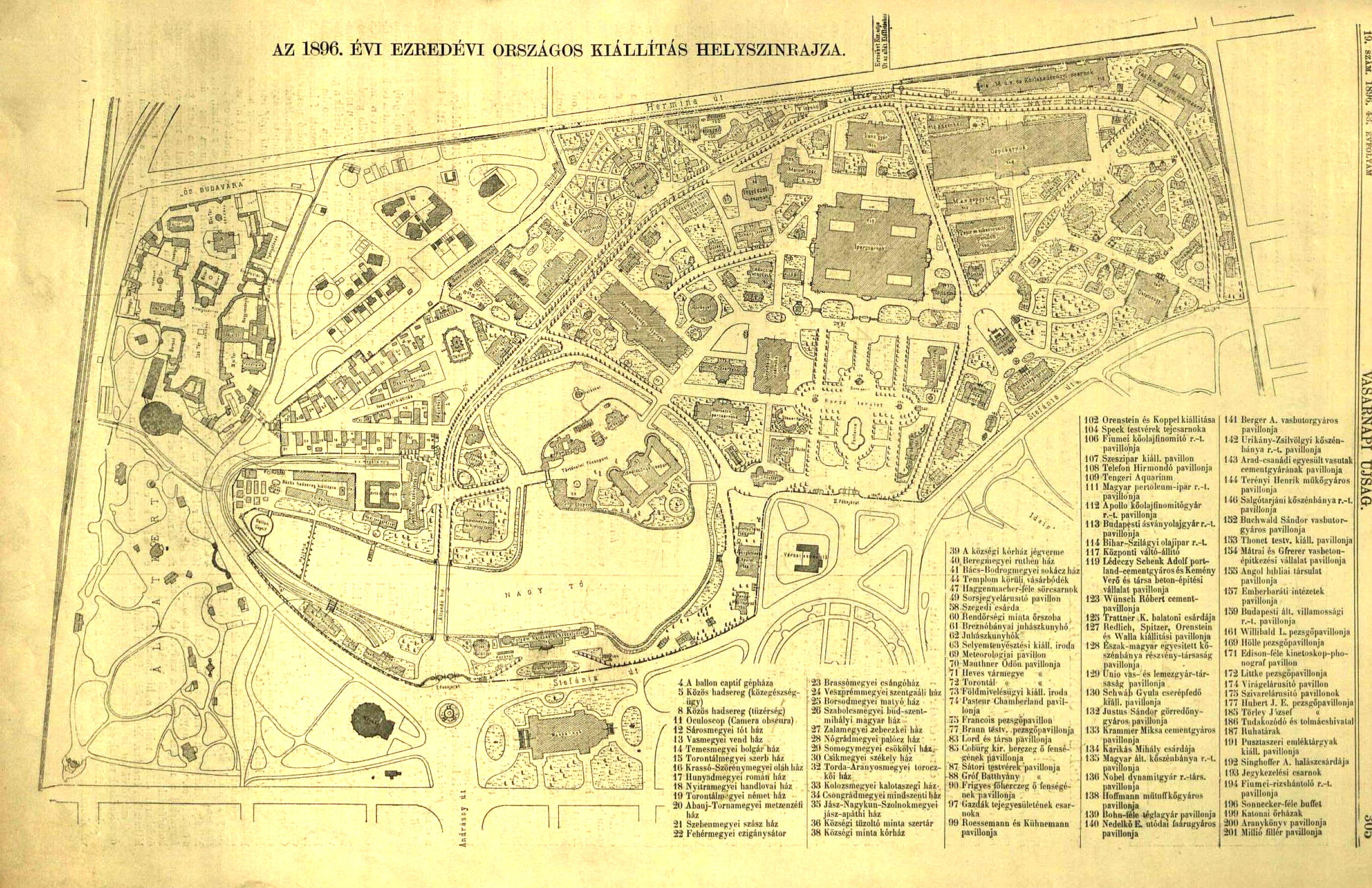
A térkép bal oldalán jól látható az Ős-Budavára, valamint a későbbi Széchenyi fürdő helyén álló Vurstli elhelyezkedése. A későbbi Vidám Park legnagyobb része még beépítetlen terület volt.

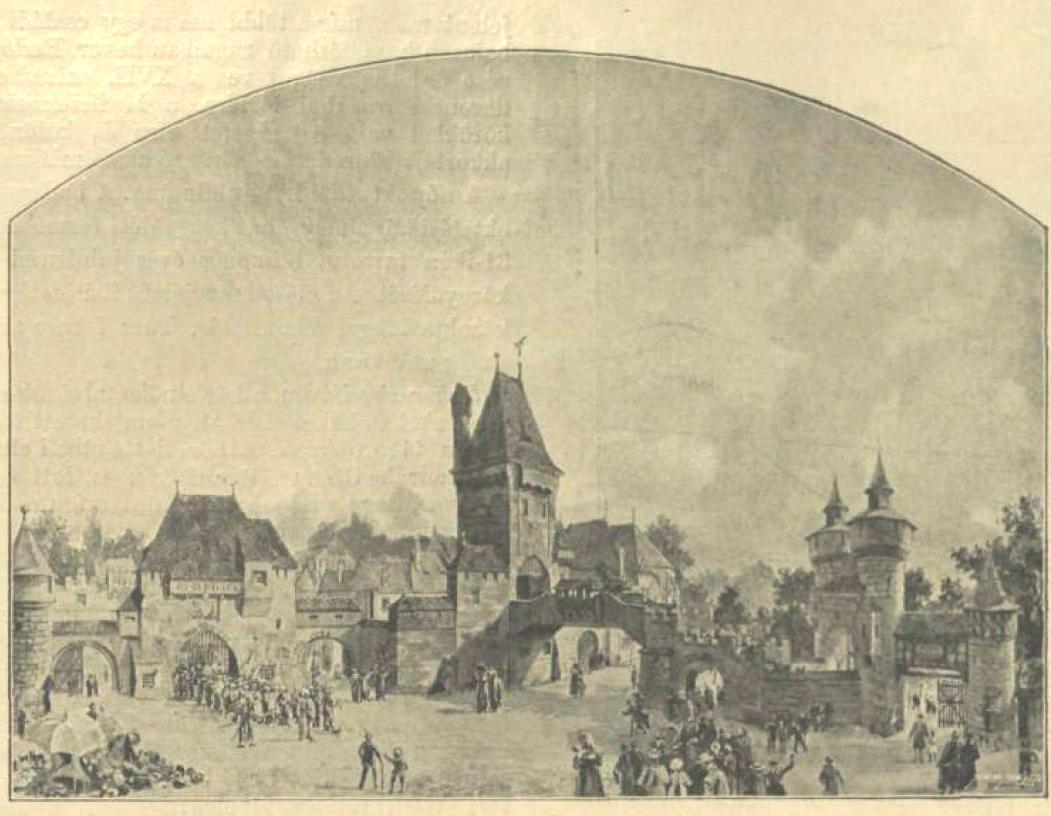
Az Ős-Budavára bejárata körülbelül az utóbbi Fővárosi Nagycirkusz helyén.

Az Ős-Budavára a Városligetben 1896-ban nyílt Ezredéves Kiállítás részeként, Vidor Emil és Vogl Lajos tervei alapján felépített hatalmas, hét hektáros szórakoztatókomplexum volt, mely az akkor a Hermina útig terjedő Állatkerttől bérelt területen állt 1896 és 1910 között. Kezdetben egy részvénytársaság üzemeltette, 1901-ben azonban egy Friedmann Adolf nevű, kétes üzletekkel is foglalkozó kalandor-üzletembernek adták át.

### Az új és a régi Vurstli (1910–1925)

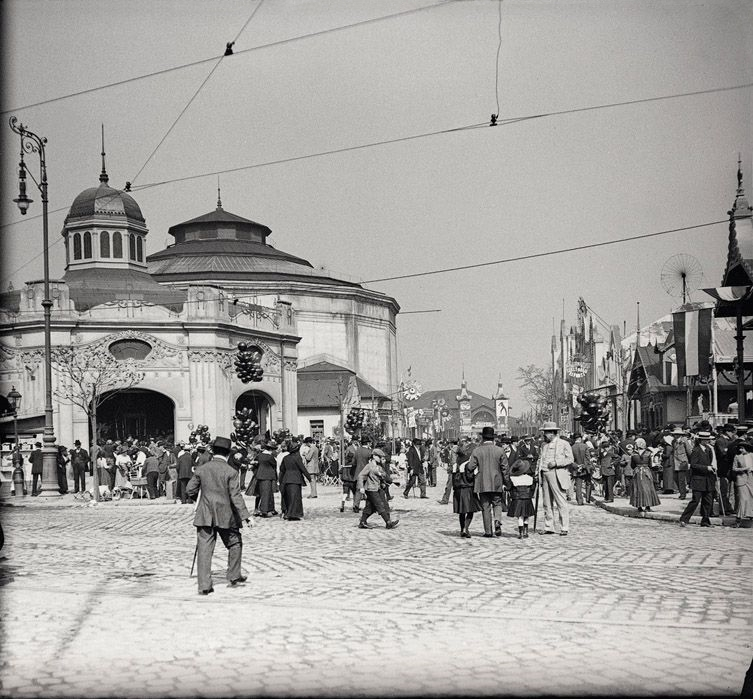
A Vurstli főutcája 1920 körül, az Állatkerti Körút felől fotózva. Balra a Körhinta, mögötte a Feszty körkép épülete, hátul a Barocaldi Cirkusz (utóbb Robogó/Tréfás Dzsungel Vasút), jobbra hátul a Barlangvasút épületének a teteje.

1906-ban határozatot hoztak a mutatványosok Népligetbe költöztetéséről, de ez nem valósult meg. 1908-ban születtek meg a tervek az új mutatványostelep létrehozásáról a bezárt és lebontásra ítélt Ős-Budavára területén. Ennek oka az volt, hogy meg akarták kezdeni a mai Széchenyi gyógyfürdő belső magjának az építését, ami pontosan megegyezett a Vurstli központjával.
Miután a csődbe ment Állatkert a fővárosé lett, meg kívánták oldani az építkezés miatt kiszorult mutatványosok helyzetét is. Körülbelül az utóbbi Kis Vidám Park és az akkor a vasútig nyúló Hermina út közötti részt elcsatolták az Állatkerttől, és a mutatványosoknak adták.
A terület továbbra is az Állatkerthez tartozott, a mutatványosoknak bérleti díjat kellett fizetniük a helyekért. Egy új utcát is létrehoztak benne, ez a Vidám Park bezárásakor is létezett a Körhinta és a Barlangvasút előtti sétány formájában. Nem hivatalos neve a Mutatványosok Utcája lett.
Az Ős-Budavára 1910-es lebontása, a területrendezés és a régi mutatványostelep gazdáival való megegyezés után lassan benépesült az úgynevezett Külső Mutatványostelep. Egyik első betelepülő Kurt Meinhardt, a Barlangvasút és a leendő Angol Park tulajdonosa volt. A régi helyükön csak azok maradhattak, akik nem álltak útjába a fürdő építésének. Ekkortól a Vurstlinak két része lett: a Széchenyi fürdő melletti régi, valamint a későbbi Vidám Park Állatkert felőli részét képező új, vagy külső mutatványostelep. A fénykornak a világháború vetett véget. Ha nehézségek árán is, de a Vurstli túlélte a háborút és következményeit, régi hírnevét azonban már sosem nyerte vissza.

### A Vurstli utolsó évei (1925–1950)
A következő válság 1925-ben érkezett el. Mikor elterjedt a hír, hogy a Széchenyi fürdő nyitott medencékkel való bővítése és az Andrássy út tervezett folytatása miatt az új mutatványostelep kivételével a Vurstli régi része bezár, hirtelen megnőtt az érdeklődés. Erre egy évig nem került sor, ám végül 1926. szeptember elsején immár sokadszor, egy egészen szűk területre szorították vissza, a már jórészt megtelt új mutatványostelepre.
Néhány csendes üzem, úgymint cukrászda, céllövölde, fotográfus engedélyt kapott, hogy az út mentén, az új fürdőszárny bejárata környékén működjön. Amelyiküknek végképp nem jutott hely, elmehetett a népligeti vurstliba. A egyik cukrászda tulajdonosa, bizonyos Zettner István a költözés helyett inkább a halált választotta. „Itt kezdtem a kenyérkeresetemet, nem bírok máshol élni, inkább meghalok!” szövegű búcsúlevelet írt, majd felvágta az ereit, és meghalt.
Az egyetlen kis utcába szorított Vurstliban ettől kezdve folyamatos volt a hanyatlás, melyért többnyire a drága Állatkertet és a háromszor drágább, szegények számára megfizethetetlen Angol Parkot okolták, bár a célközönségük teljesen más volt. Az utolsó fellendülés 1938-ban volt.
A százéves évforduló újra felhívta a figyelmet a megkopott Vurstlira, az ennek kapcsán július 13-án tartott ünnepre tömegek mentek el, felléptek többek között a Latabár testvérek, Keleti László és Mezey Mária is. Az ezt követő néhány jobb évnek az újabb háború vetett véget.
A mutatványok az évtizedek alatt mindvégig igen vegyes képet mutattak, a közönség a szegényebb rétegből került ki. Óriáskerék mellett szegényes körhinták és kikiáltók, modern sárkányvasút mellett cigányasszonynak öltözött jósok. A bizarr látványosságoknak is nagy keletje volt. Közéjük tartozott Madárfejű Lajcsika, a gyerekfejű torzszülött, Hemperger Boriska, a 140 kilós óriásbébi, Maud, a végtag nélküli ember, Háromfülű Boldizsár, Hedi Kosch, a félig nő, félig férfi. Ide tartozott még a Fortuna mozi épületében működő Plasztikon panoptikum emeletén található, csak felnőttek által látogatható „bonctani kiállítás”, mely nevével ellentétben inkább csak gusztustalan és rémes dolgok tárháza volt, szigorúan felnőtteknek. A Plasztikonban egyébként híres emberek és bűnözők viaszmásai, a napilapokból megismert gyilkosságok rekonstruált helyszínei (és viasz-áldozatai) voltak láthatók, valamint az imént említett bonctani kiállítás.
Az 1920-as években a Mutatványosok Utcájában bal oldalon a ma is működő műemléki Körhinta után a Feszty-körkép épülete állt, az alagsorában színházteremmel. Egyes források szerint ez után állt a híres Kék Hordó vendéglő. A másik oldalon a kupolás dodzsem helyén a Klupáti-féle körhinta állt, utána a Mechanikus céllövölde következett. A Játékterem helyén a Fortuna mozi volt, utána a Barlangvasút.
A Barlangvasút után az utca végében a Barocaldi Cirkusz épülete állt, a bal oldalon visszafelé egy szatócsbolt, a Nemzeti Hajóhinta és egy másik hinta következett. Az 1960-as években az ezek helyén állt régi Krinolin és Óriáskerék eredeti helye bizonytalan. Egy időben az Óriáskerék a Mutatványosok Utcája jobb oldalának az elején, srégen állt, körülbelül a kupolás dodzsem és a kijárat között.
A viszonylag magasabb színvonalú színházi szórakoztatást a Ligeti Színkör, a Feszty-körkép épületében működő igen sikeres Jókai Színkör és a Magyar Műszínkör biztosította, de főként csak bohózatok, operettek formájában, a közönség elvárásaihoz alkalmazkodva.
A Vurstli Budapest ostromáig végig nyitva volt a háború alatt is, kisvállalkozó mutatványosai 1950-ig túlélték az államosítást.

### Az Angol Park (1911–1945)

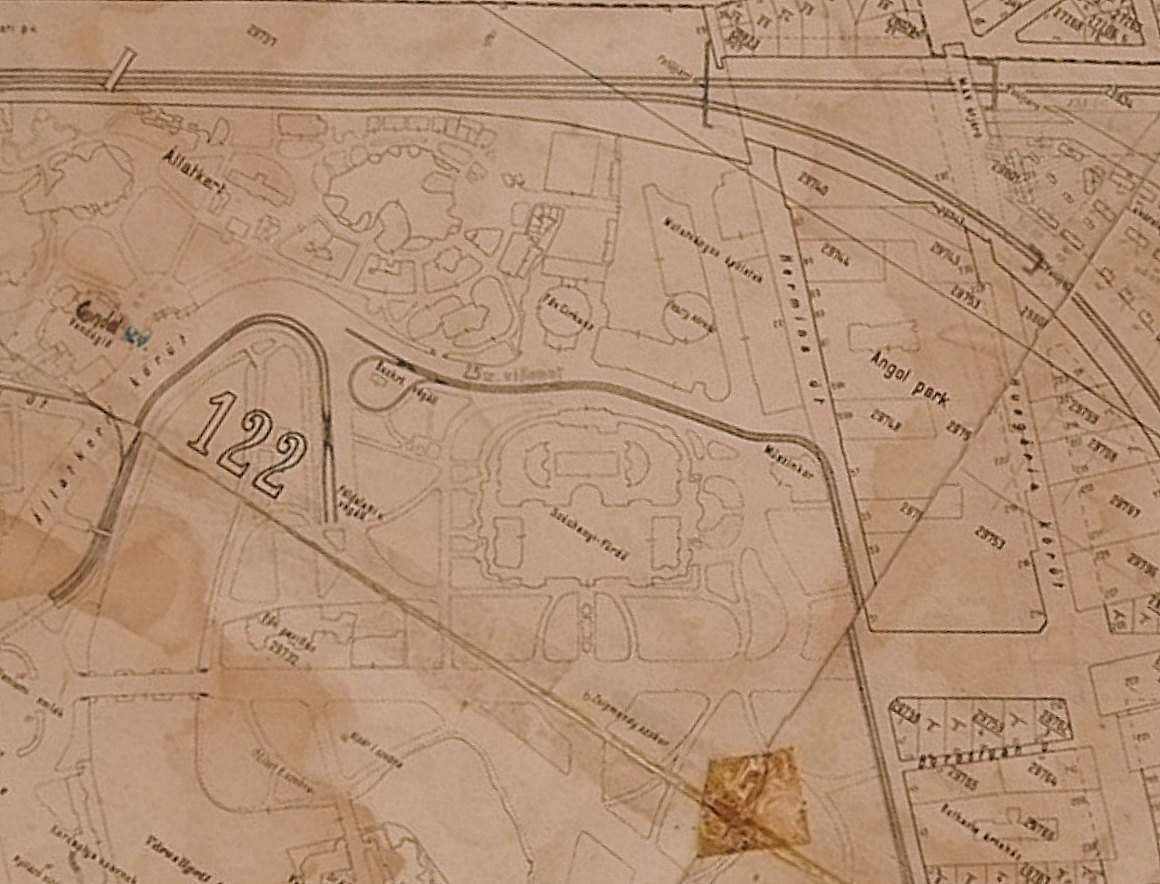
Az Angol Park és a Vurstli (mutatványostelep) elhelyezkedése a Városligetben az 1930-as években

Friedmann Adolf az Ős-Budavára csődje, majd lebontása után újabb vállalkozásba kezdett a szomszédos területen (ma: Hermina út 61.), ez lett az Amerikai Park, egy szórakoztató központ vendéglővel, kávéházzal, színpaddal, varietével. Helyszíne a mai Barlangvasút mögött akkoriban a vasútig húzódó Hermina út túlfele, az utóbbi Vidám Park Hullámvasút felőli része volt. Mivel azonban folyamatosan újabb, sokszor kétes vállalkozásokba fogott, valamint az Amerikai Park sem hozta a várt eredményt, a bérleti szerződést annak 1910 novemberi lejárta után nem hosszabbította meg, a jogot eladta.
A vevő egy bizonyos Kurt Meinhardt (magyarosított nevén Meinhardt Frigyes) és családja volt. Kurt Bajorországból települt ide, majd 1908-ban a Vurstli, az akkor még nem álló Széchenyi fürdő területén megnyitotta a Sárkányvasutat, a későbbi Barlangvasút elődjét. Mivel az üzlet igen jól ment, 1910-ben Németországban élő édesapja és két testvére segítségével megvásárolták a csődbe ment Amerikai Park bérleti jogát, és nekifogtak egy nagyszabású vidámpark építésének a területén. Ez lett a Vurstlitól független Angol Park, a középosztály kedvelt szórakozóhelye, melynek eleinte csak néhány játéka volt, de gyors ütemben fejlődött.
Megnyitásának pontos ideje nehezen meghatározható, egyes források szerint már 1910 márciusa, de mivel Friedmann bérleti szerződése 1910 novemberében járt le, utána még átalakításokat eszközöltek, a legvalószínűbb az 1911. évi márciusi megnyitás. A Sárkányvasutat a Széchenyi fürdő építése miatt 1910 és 1912 között áttelepítették második, egyben utolsó helyére, a már 1908-ban eltervezett, de csak ekkoriban benépesülő új mutatványostelepre, az épület felső szintjén lakott a család.
Az Amerikai Parkot átépítették, a szórakozóhelyek egy részét meghagyták. A megnyitókor már működött az Amerikai Magasvasút, a Csodakerék, az Elvarázsolt Kastély első változata, a Tobogán nevű ródlipálya, valamint színház, orfeum, kertvendéglő is a közönség rendelkezésére állt. 1913-ra a területet bekerítették, attól fogva a parkba belépődíjat szedtek. A jó koncepciót a világháború, majd a gazdasági válság súlyosan veszélyeztette, ennek ellenére felépült sok más mellett az Amerikai Magasvasút utóda, a Hullámvasút, a Sikló, a Ródli, a Csodacsónak (Mesecsónak), az újabb Elvarázsolt Kastély, a Kanyargó, a későbbi Viharvasút, az első dodzsem, a gőzmozdonyos kisvasút. A komplexum éjjel kettőig tartott nyitva. A nagy attrakciók mellett céllövöldék, fotográfusok, jósok, ügyességi játékok is voltak.
A jónevű vendéglőktől az egyszerű büfékig hatalmas volt a kínálat, de szórakozóhely és revü is működött. Itt volt a Suppinger Ferenc tervezte hatalmas, alpesi stílusú, jódlizenés sörcsarnok, az Alpesi Falu, ahol komoly művészek is felléptek. Mivel a nyitott Vurstlival ellentétben a bekerített parkba belépődíj is volt, a mutatványok átlag háromszor annyiba kerültek mint ott, ezért a szegényebb rétegek nem látogatták.
A park eleinte rendkívül jól ment, a harmincas évek végére viszont csődközeli helyzetbe került. Ennek ellenére míg lehetett, a háború alatt is nyitva tartottak. A park a közeli vasút miatt súlyos károkat szenvedett. Az Alpesi Faluban katonákat szállásoltak el, majd a harcok során le is égett.
Az Angol Park neve az idők folyamán többször változott. A Friedmann-időszakban Amerikai park, az őszirózsás forradalom alatt Nemzeti Park, a Tanácsköztársaság alatt Néppark, 1942-től Hungária park, a háború után egy ideig Májuskert, ismét Angol Park, majd 1950-től Vidám Park volt a neve.

### A háború végétől az államosításig (1945–1950)
A harcok végeztével az Angol Park – mivel az eredetileg német állampolgárságú három Meinhardt testvér tulajdona volt – automatikusan szovjet fennhatóság alá került. Április 7-én a főváros megszüntette a Meinhardt családnak az Angol Park telkére vonatkozó bérleti jogát, a részvénytársaság teljes irányítását egy egyszerű, de a szovjetek számára megfelelő, ideológiailag megbízható mutatványosra bízta. Az Angol Parktól független Vurstli kistulajdonos mutatványosai még pár évig szabadon működhettek. A Meinhardt család további sorsa ismeretlen. A középső testvér, Otto még a harmincas években meghalt, Kurt, az ügyvezető igazgató a háború végén elmenekült. A család neve szerepel egy Budapestről való kitelepítési listán.
A súlyos károkat szenvedett, szovjet felügyeletbe átment, új vezetésű park 1945. május elsején kinyitott, majd május 15. után rendszeresen fogadta a látogatókat. Az új idők szellemével összhangban több változtatást is bevezettek. Mivel a park attrakcióinak egy része a háborúban tönkrement vagy megsérült, különféle kedvezményekkel próbálták meg a látogatók számát növelni. A jósoknak megtiltották, hogy rosszat jósoljanak, a panoptikumban kiállították a háborús bűnösök viaszmásait, az Óriáskerék akár egy utassal is elindult.
1946 elején egy nagy szakmai tudású, de igen kétes hírű, Budapest szórakoztatóiparában afféle „keresztapaként” viselkedő vállalkozó, bizonyos Ehrental „Teddy” István bérleti igényt nyújtott be a parkra, azt meg is kapta. Egy hónappal később törvényes formába öntötték a Meinhardt család tulajdonfosztását, mivel a tulajdonos három Meinhard testvér (Kurt, Otto és Richard) németnek minősült annak ellenére, hogy a több évtizedes itt-tartózkodás során magyar állampolgárokká váltak. Eszerint kétharmad tulajdonrész a Szovjetunióé, egyharmad rész brit tulajdon, mivel a már régebben elhunyt testvér (Otto) fia és örököse brit állampolgár. Az Angol Park RT kétharmad tulajdonrésze ezután a Szovjet Javakat Kezelő Hivatal tulajdonába ment át, az intézményt „Teddy” egy ideig bérlőként működtette, majd őt is lecserélték.
A következő tulajdonosváltásnál a park többségi tulajdona a Szálloda és Élelmezési Központ birtokába került, akik átadták a fővárosnak. A teljes államosításhoz még meg kellett szerezni a brit tulajdonrészt, ehhez a budapesti polgármester kérelmet intézett a belügyminiszterhez, aki az 1949. évi XX. számú törvényerejű rendelet 1. § alapján jóváhagyta az angol tulajdonrész államosítását. 1950. március elsején a főváros megszerezte a brit tulajdonrészt, majd bejegyezték a Fővárosi Vidám Park Községi Vállalatot, ezzel végére ért az ötéves átmeneti időszak. Az immár állami tulajdonú park 1950. május elsején nyitott meg.
Az Angol Park sorsát a Vurstli sem kerülhette el, itt is bekövetkezett a teljes államosítás. 1950. április 27-én a Belügyminisztérium jóváhagyta a Fővárosi Tanács március 21-ei határozatát a városi tulajdonba vételről, közvetve az államosításról. Felszámolták a Vurstli önálló kisvállalkozásait és május 22-én a volt Angol Park és a Vurstli egyesítésével megalakult a városi tulajdonú Budapesti Vidám Park Vállalat. Arra vonatkozóan nincs információ, hogy a mutatványosokat átvették volna alkalmazotti státuszba, kezelni megszokott gépeiket.
Az átmeneti évek alatt a súlyos háborús károk felszámolása mellett lassú fejlődés is volt. 1947-ben a Barocaldi Cirkusz helyén felépült a Robogó (legutóbb Tréfás Dzsungel Vasút), a Hullámvasút melletti azóta megszüntetett Motorkerékpár versenypálya, valamint 1948-ban megkezdték a Kis Vidámpark építését.

### Az államosított Vidám Park az ötvenes években

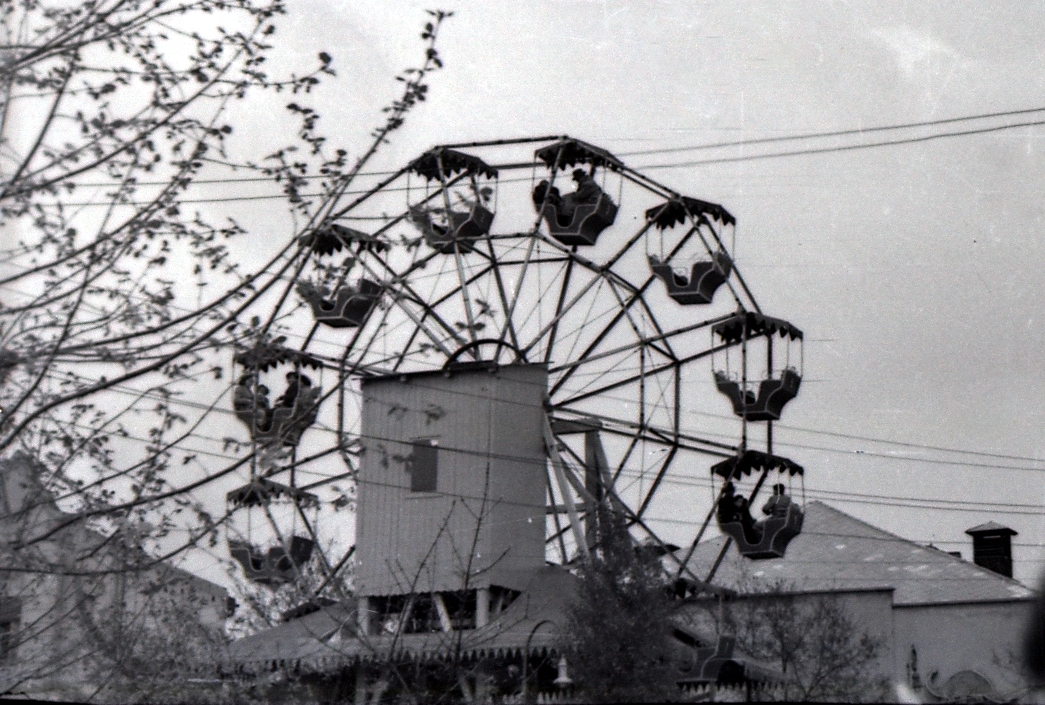
A régi óriáskerék a Vidám Parkban, a Kis Vidámpark felől fotózva 1958 körül. A háttérben balra a Barlangvasút épülete látható

Az államosítást követő években nagyarányú átalakítások kezdődtek. Sok régi attrakciót megszüntettek (pl. Liliputi Falu, Liliputi Színház, Kék Hordó vendéglő, Alpesi Falu), lebontották a korábban itt kiállított Feszty-körkép a Barlangvasúttal szemben álló, a háborúban súlyosan megsérült épületét, amiben a meglepően sikeres, rendszeresen kiváló kritikákat kiérdemlő Jókai Színkör is működött.
Megszépítették a valóban rossz állapotú és elhanyagolt Vurstlit is, a bódékat kicsinosították, eltüntették a rikító foltokat, a terület aszfaltutat kapott. 1953-ban fejeződött be a volt Vurstli és Angol Park teljes egyesítése, a két részt elválasztó Hermina út adott szakaszát megszüntették, az egészet körülkerítették, a moszkvai gyerekparadicsomhoz, a Gorkij Parkhoz hasonlóvá igyekeztek alakítani.
A kora ötvenes évek korszelleme a parkot sem kímélte. Az Angol Park igénytelennek, osztályidegennek és burzsoának nevezett szórakoztatását fel kívánták váltani egy új, népnevelői, egyben mindenki által megfizethető szórakoztatással. Ennek jegyében néhány attrakció dekorációját ideológiai szempontokból át is alakították (pl. a Robogó, Viharvasút, Mesecsónak osztályharcos dekorációi). A jelenség A tanú című filmben került később kifigurázásra. A színpadon revü helyett munkáskórusok énekeltek, a hangosbemondón slágerek helyett munkásmozgalmi dalok és politikai szlogenek szóltak. A park mindezek ellenére fejlődött.
Alig néhány év után, már 1954 körül elkezdték visszaalakítani a Robogót és társait, mindhárom látványos, új díszletezést kapott mozgó figurákkal, a parkban mozgalmi dalok helyett ismét a korabeli slágerek szóltak. Ekkoriban alakították ki a Barlangvasút később látható János vitéz témájú dekorációját is. 1956-ban már 65 szórakoztató játék üzemelt és több mint 2 millió ember kereste fel a Vidám Parkot.

### A hatvanas évek
1959 és 1960 a látogatás csúcsévei voltak. Jól sikerült a Vidám Park 10 éves fennállásának megünneplése is. Tíz év alatt a látogatók száma megnégyszereződött. Ebben az időszakban jelentek meg a nagy szenzációt keltő játékautomaták is, megnyitott a régi játékterem a Hullámvasúttal szemben álló jobb oldali épületben.
A Vidám Park történetének következő szakasza mintegy hét évet ölelt fel. Jellemzője, hogy a régi, nagy játékok fokozatosan elöregedtek, de nem volt elegendő pénz a felújításukra, és az igényeknek megfelelő, korszerű játékok beszerzésére. Ennek következménye, hogy fokozatosan csökkent a Vidám Park látogatottsága. A csökkenés ennek ellenére is csak viszonylagos volt. Nyári hétvégéken még az egyszerűbb mutatványokba is csak sorállás után lehetett bejutni. A Hullámvasúthoz olykor fél órát is kellett várakozni. A látogatottság természetesen hétköznapokon jóval csekélyebb volt.
Ezekben az években készült el az akkor ultramodern Röpcsi, a Tükör Útvesztő. Lebontásra került az Erdei Útvesztő, helyére felépítették a Planetáriumot. Két baleset is volt, 1962-ben eltört az Óriáskerék egyik gondolájának a tengelye, két utas ijedtében kiugrott és megsérült. 1965-ben kigyulladt a Hullámvasút feljárója, de csak jelentéktelen kár keletkezett.

### Az önállósítás után
A válság 1967-ben tetőzött, amikor is egy felmérés szerint 100 millió forintba került volna a teljes felújítás, modernizálás. A felettes szervek döntöttek: a küszöbön álló új gazdasági mechanizmus keretén belül önállósították a Vidám Parkot, ami annyit jelentett, hogy a továbbiakban a bevételeiből kellett eltartania magát, de a nyereséggel jóval szabadabban gazdálkodhatott.
1968-ban 30 vadonatúj, a lehető legmodernebb zsetonos dodzsemkocsit szereztek be Olaszországból. A sikeres 1970-es esztendőben már 5 külföldről hozott vendégjáték is fogadta a látogatókat. Továbbra is szerepelt a tervek között a külföldi játékok szerződtetése, amelyeknek hiánypótló szerepük volt. Az addigi őszi bezárás – tavaszi kinyitás helyett bevezették az attrakciók egy részére kiterjedő téli, részleges nyitvatartást.
Az 1970-es években a nagy nyereséget hozó, modern elektromos játékok tartották el a veszteséges régieket. A Park legnépszerűbb helye akkoriban télen-nyáron a lebontott régi helyére épített kupolás Villanyautó (Dodgem) és a Planetárium helyén létesült nagy Játékterem volt. Az utóbbi három termében összesen 144 játékautomata üzemelt. Az évtized elején átadták az elavult Hernyó helyett épített, de hozzá hasonló Ámor Expresszt, a lebontott Kugli és Krinolin helyére épített szupermodern fedett Autóversenyt, csendesebbre cserélték a Röpcsit. 1974-re elkészült az 1972-ben leégett Robogó utóda, a Davy Jones Locker, a Ciklon hullámvasút és a Panorámakerék, viszont lebontásra került többek között a Sikló, a Krinolin, a régi Óriáskerék, a Kisvasút, a Velence, a Ródli, a Robogó körül járó Kishajó, a Nagy Röpcsi, és a rajta történt gyakori rosszullétek miatt a régi Inga.
1981-ben átadták a rövidebb életű Űrrakétát, 1984-től a látogatók már minden létesítményt egész nap használhattak, a Park elkészült a régi játékok rendbehozatalával, az új játékok üzembeállításával. Folyt a Hullámvasút szerkezetének felújítása és a teljesen új feljáró építése, elkészült a Viharvasút sci-fi változata, új pályát kapott a Kanyargó és elkészültek a tervek a leégett Elvarázsolt Kastély újjáépítéséről, amely végül 1987-ben került átadásra. Lebontásra került viszont a Ciklon. Noha lejárt az élettartama, és elhasználódott, a több évtizedig működő attrakciókhoz szokott közönség akkori közbeszéde szerint nem volt biztonságos, baleset is történt rajta. A park a privatizációig hétszer kapott Kiváló Vállalat díjat.

### A Vidám Park működése a park fénykorában
A Vidám Park az 1950–1980 közötti időszakban az általános népszórakoztatás egyik fontos intézménye volt. A parkot a Kisföldalattival és a Nagyvárad térről pontosan ide tartó villamossal könnyű volt megközelíteni. A parkolás a környéken ingyenes volt, parkolóhely találása sem okozott problémát. Hétvégenként sok ezer ember töltötte a napot a parkban, gyermekek számára ajándék volt egy látogatás. Nagyobb ünnepek alatt szinte elviselhetetlen volt a zsúfoltság, a legnépszerűbb menetekre akár fél órát is kellett várni, a Hullámvasútra esetenként több százan is vártak, akár 100 méter hosszban kígyózó sorban. Hétköznapokon általában sorban állás nélkül lehetett mindenre feljutni.
A park tavasztól kora őszig volt nyitva. Télen az 1970-es évek elejétől korlátozott nyitvatartást vezettek be, többek között a játékterem és a Robogó nyitva volt, de a vízi attrakciók nem üzemeltek. A park hétköznap délután nyitott, hétvégén már kora délelőtt. A záróra viszont (feltehetőleg az olajválság következtében emelkedő energiaárak miatti takarékoskodás okán) korábbra tolódott, így az 1960-as években sötétedés után is nyitva tartó, szépen kivilágított parkot sok éven keresztül nem lehetett esti fények között látni. A park ezáltal a legszebb arculatát veszítette el.
A parkba való belépésért fizetni kellett, 1970-1975 körül 2 forint volt a belépődíj. A menetdíj az egyszerűbb attrakciókon 1975 körül 1 forint volt, a komolyabbakon (például: Hullámvasút) 2 forint. Egyetlen kivétel a dodzsem volt, melyhez 5 forintos zsetont kellett a pénztárban vásárolni. Ezután már nem kellett a kocsikból kiszállni, csak további zsetonokat bedobni. A játékautomaták 2 forintossal működtek. A főbejáratnál és az összes mutatvány bejáratánál pénztárfülke üzemelt, a pénzt perselybe kellett bedobni, ettől a négy rekeszes beeresztő forgóajtó egy negyednyit elfordult, egy személyt beengedve. A pénztáros a kasszáknál csak a rendre felügyelt, szükség esetén aprót váltott. A forgóajtók sok helyen a legvégső időkig fennmaradtak. Az elszámolás céljából a forgóajtókhoz mechanikus számlálószerkezet is tartozott. A Hullámvasúton több menet is lehetséges volt, ebben az esetben a pénzt egy külön fülkénél kellett leadni, kiszállás nélkül. A legzsúfoltabb időszakokban utasonként csak egy menetet engedélyeztek az üzemeltetők. Ötven forintból már kielégítően lehetett szórakozni, 100 forint akár egész napos tartózkodásra és büfélátogatásra is elég volt. (A folyamatos dodzsemezést és játékautomatázást leszámítva.)
A látogatókat felszolgálós kertvendéglő, valamint több büfé látta el, ahol alkoholos italokat is árultak. A nyitva tartás ideje alatt a park hangszóróiból folyamatosan a legfrissebb korabeli könnyűzenei slágerek szóltak, reklámokkal tarkítva. A nagyobb strandfürdőkhöz hasonlóan a hangosbemondón igény esetén egyéb közcélú szövegeket is bemondtak. (Például az eltűnt gyereket szülei várják a Hullámvasút előtt.) A területen orvosi ügyelet működött és telefonálási lehetőség volt.

### Az 1990 utáni időszak
A rendszerváltozás éveinek bizonytalansága, a megváltozott szórakozási szokások miatt (teljesen szabad utazás, kábeltévé, házi videó stb.) a látogatottság esni kezdett. Az árak rohamtempóban vágtattak felfelé. A Hullámvasút ára 2 forintról 500-ra nőtt alig tíz év alatt. Törvényi változás és hatósági rendelkezés miatt bezárt a park összes céllövöldéje. 1991-ben leégett a rövid ideje létesült Western falu.
1994. január elsején egyszemélyes részvénytársasággá alakult a Vidám Park. Ezzel újabb lehetőségek nyíltak, hiszen a részvénytársaság mobilabb forma, mint a vállalat.
Új, vonzó berendezések kerültek a Parkba, mint pl. az Óriáscsúszda, Isar Jump vadvízi csónak, Kalózhajó, Break Dance, vagy a kisebbek számára a Kukomotiv. E középtávú koncepció alapján megindultak a felújítások, fejlesztések. 1999 az Ikarusz működésének kezdete, aminek óriási emelkedése, a kabinok forgása semmivel össze nem hasonlítható élmény volt. 2000 tavaszán érkezett a lebontott Ciklon helyére a Looping Star, az ország első átforduló hullámvasútja. Húsz kamion szállította ezt a berendezést a Vidám Parkba. A fémvázas, átforduló hullámvasút időnként 75 kilométeres sebességgel száguldott, 24,5 méteres volt a legnagyobb hurok a pályáján, benne egy pillanatig fejjel lefelé utaztak a látogatók. A vasutat néhány évvel később azonban lebontották. 2004-ben adták át a Gólkirály és a Fényvadász játékokat. A Gólkirály interaktív góllövő játék volt. A magas pontszámot elérő játékosok a világháló segítségével mérhették össze teljesítményüket a világ bármely táján kapura lövő játékosok eredményeivel. A Fényvadász dodzsem a régi Kis Troli dodzsem újragondolása volt, sötétített arénában lehetett száguldozni a pontot érő zöld fénykörökre vadászva.
Az új fejlesztések komoly kritikákat is kaptak, miszerint a legtöbbje túlzottan gyomorpróbáló, egy része (pl. Break Dance) az üvöltő zenével és kikiáltóval inkább emlékeztet egy utazó vidámpark vásári attrakciójára, mint komoly vidámparkra.
A Budapesti Vidámpark 2005-ben rangos nemzetközi szakmai elismerésben, a Golden Pony-díjban részesült, amellyel elismerték a Park fő célkitűzéseit: a hagyományőrzés, megújulás és modernizálás ötvözését.
Nemcsak a játékokra fordított nagyobb figyelmet a Park, hanem a környezet barátságosabbá tételére is: az utak díszburkolatot kaptak, fákat telepítettek, virágokat ültettek, az egész parkot átszínezték, és korszerűsítették a mosdókat. A park próbálkozott az időnkénti részleges éjszakai nyitvatartással is. Bevezették a karszalagos beléptetőrendszert, mellé az ingyenes játékhasználatot (néhány kivétellel), kedvezményeket vezettek be. Mindez azonban már nem segített a parkon. A megváltozott igények és szórakozási lehetőségek, a park kis területe, a komoly, nagy mutatványok hiánya, a helyenkénti lepusztult környezet, a park egészét átjáró retro hangulat és a túl magas belépődíj miatt a látogatottság nem javult.

### A bezárás tervei

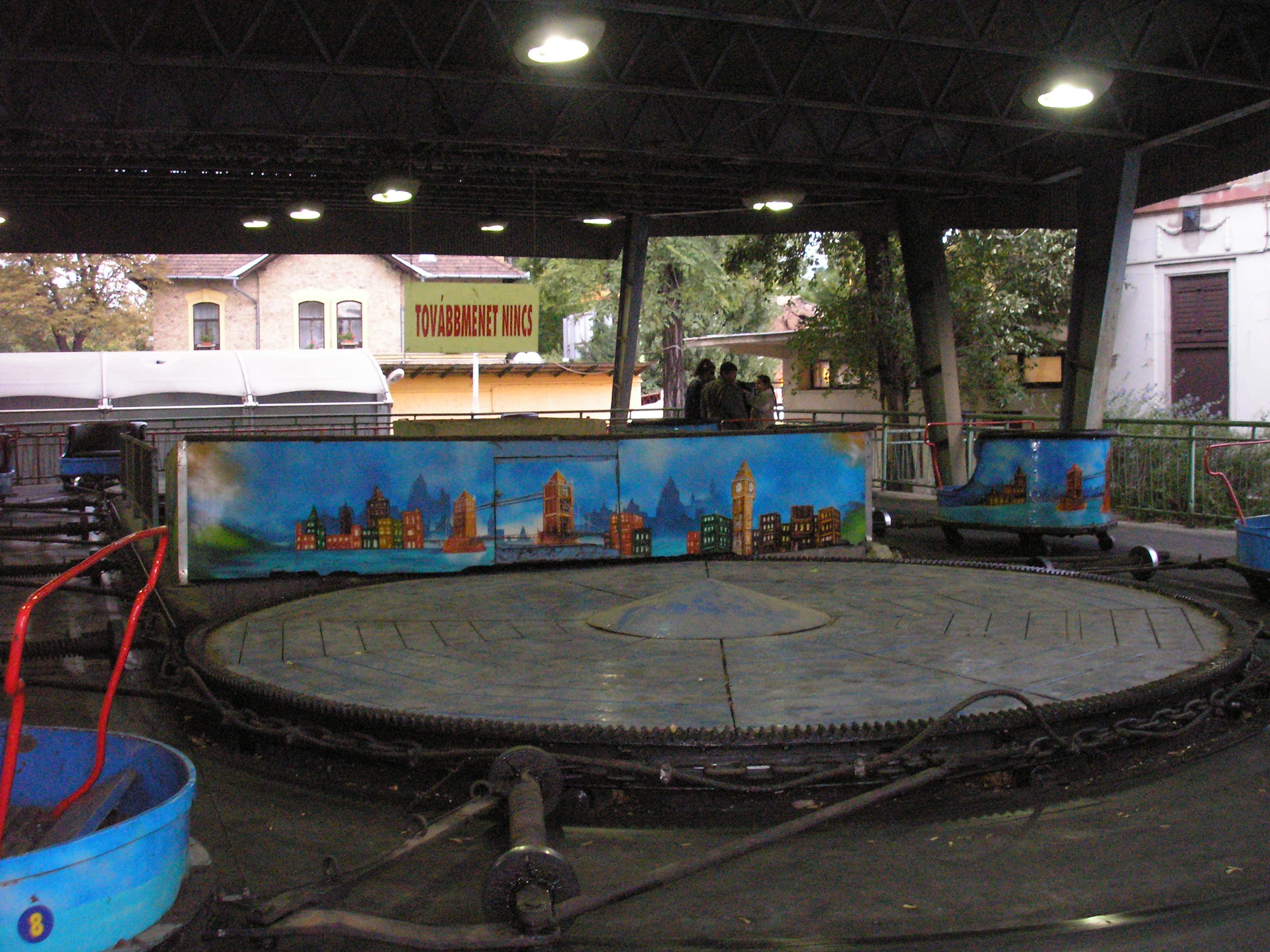
A Kanyargó az utolsó nyitvatartási napon

A helyét kinövő, jó látogatottságú Állatkert már régóta szeretett volna terjeszkedni. Erre egyetlen lehetőség a Vidám Park irányába volt. Lassan kialakult a gondolat: a szűk és alapvetően rossz állapotú, veszteséges Vidám Park területével bővítsék az Állatkertet, a Vidám Parkot meg költöztessék el egy tágasabb helyre. A muzeális, védett játékok ebben az esetben is a helyükön maradnának, karbantartási és működtetési kötelezettséggel.
2012 során több, egymásnak ellentmondó hír is született a park jövőjéről. Ezek egyike szerint a park 2012 végéig működött volna vidámparkként. Helyén az elképzelések szerint egyrészt az Állatkerthez csatolt Holnemvolt Vár nyílna, melyben a gyerekek a mesék szereplőivel ismerkedhetnének meg, másrészt a Pannon Park, amiben a látogatók esőerdei környezetben sétálgathatnának. A szezon utolsó napján, 2012. november 4-én bezárt a park téli szünetre. Végleges bezárása esetén a tervek szerint területét a Fővárosi Állat- és Növénykert venné át. A Dzsungel Mesepark játékait megtartanák az új projekthez, a többi játékot eladnák. A pénzügyi főpolgármester-helyettes visszavonta a novemberi bezárásra vonatkozó javaslatot, a Wing Zrt. pedig bejelentette, hogy új vidámparkot hozna létre a Duna-parton a Rákóczi hídtól délre. A műemlékké nyilvánított hullámvasút, mesecsónak és a körhinta ebben az esetben is a Városligetben maradna. A 2012. novemberi szezonzárásig nem született döntés a park jövőjéről, így az további egy szezonnyi haladékot kapott, azonban az újabb döntés értelmében a 2013 szeptember végén végleg bezárt.

### A Vidám Park utolsó napja

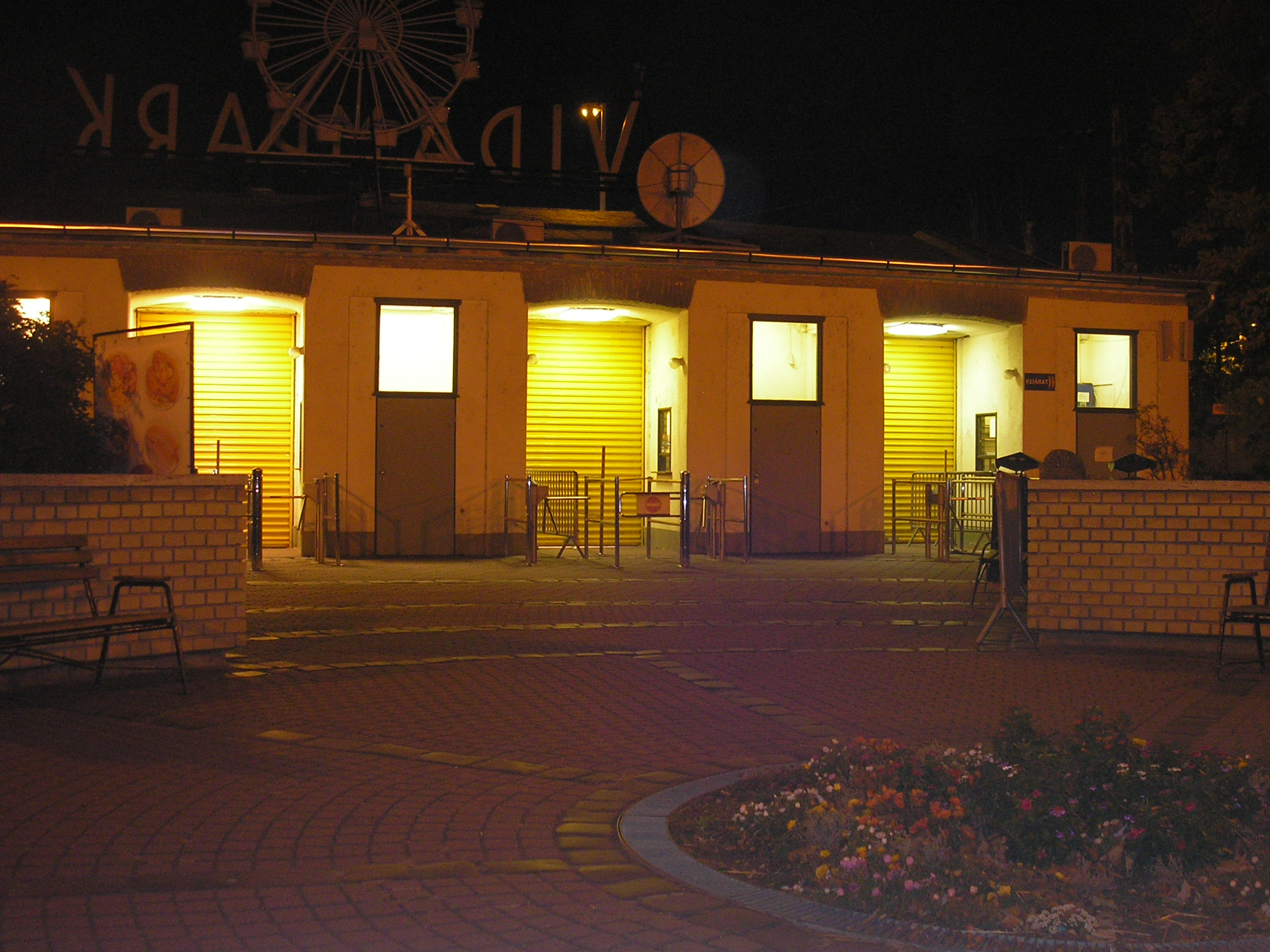
Záróra az utolsó nyitvatartási napon

2013. szeptember 30-án, hétfőn volt az utolsó nyitvatartási nap. A munkanap, valamint a késő őszies, borús, szeles idő ellenére a Park fénykorára emlékeztető látogatottság volt. A bejárattól balra lévő, Körhinta mögötti keskeny, már az Állatkerthez csatolt sávot leszámítva az összes részleg üzemelt.
Az egyik újabb attrakciónál, a Hullámvasút előtti részen, egy népszerű disc-jockey (MC Mike) adott hagyományos, konferálós műsort a menetek alatt. Szép számmal lehetett látni kifejezetten koros, a múltra emlékező látogatót is a fiatalok és gyerekek mellett. Többen adtak hangot annak, hogy a Park vesztesége a város lakosságához mérten elenyésző, sok embernek adott munkát, még többnek szórakozást, a bezárás a Park történelmi múltját is figyelembe véve indokolatlan.
A látogatók az utolsó percig a helyszínen tartózkodtak, sokan lemaradtak az utolsó menetekről. Zárás előtt fél órával a Hullámvasúton kisebb üzemzavar volt, emiatt néhány menet kimaradt. Hét órakor, az utolsó menet után a műsorvezető elbúcsúzott a parktól, miszerint a fények soha többé nem gyúlnak ki, az attrakciók soha többé nem indulnak el, egy 175 éves történet ért ebben a percben véget. Zárás után néhány száz fős tömeg gyűlt össze a főbejáratnál, a bejárat előtt letett égő gyertyák tömegével búcsúztak a parktól.

### A bezárás után

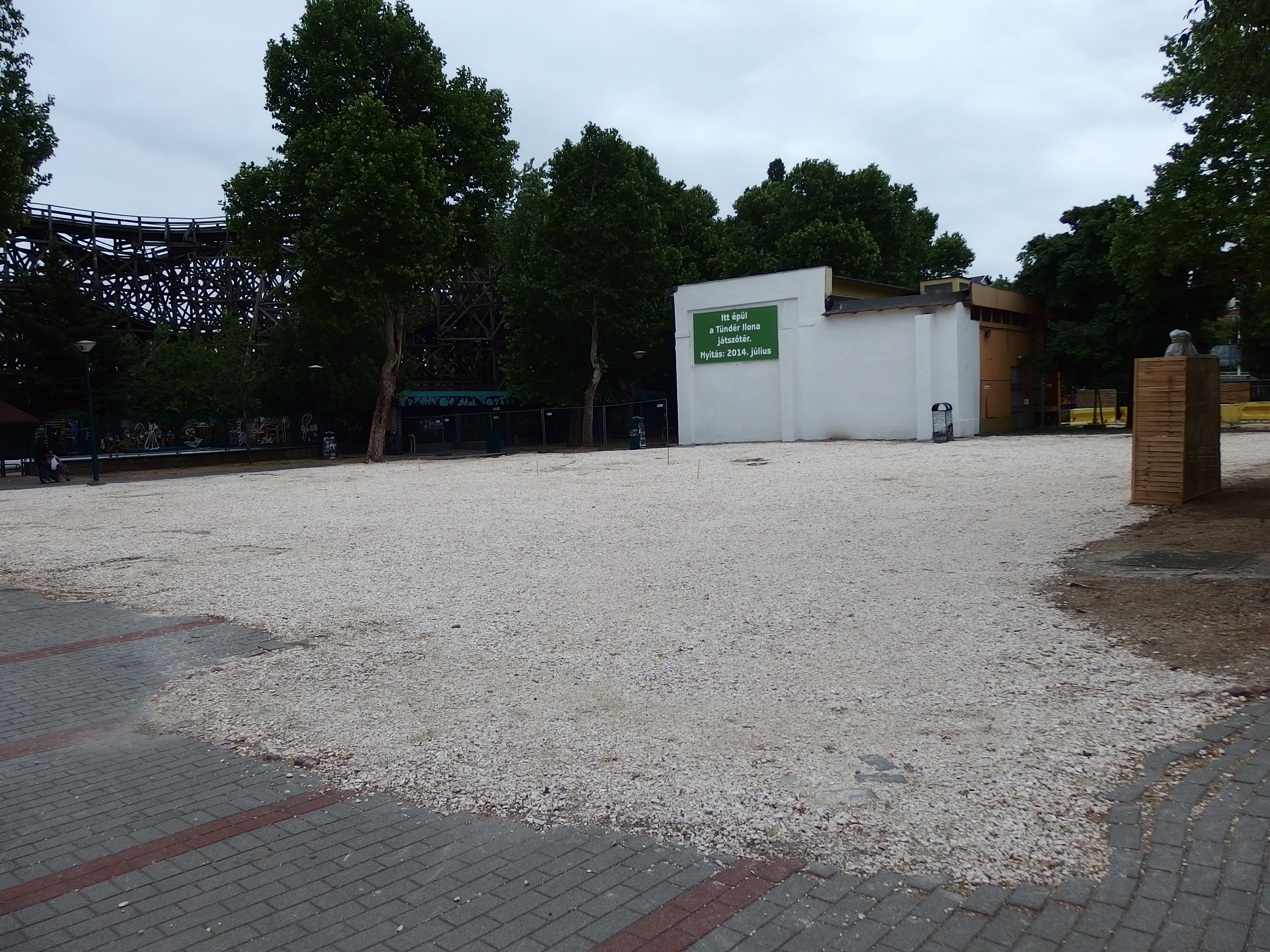
A Viharvasút (utoljára Túlvilág Kapuja) helye 2014-ben. Az 1930-as évek elején épült mutatványt a Vidám Park bezárása után pár hónappal lebontották.

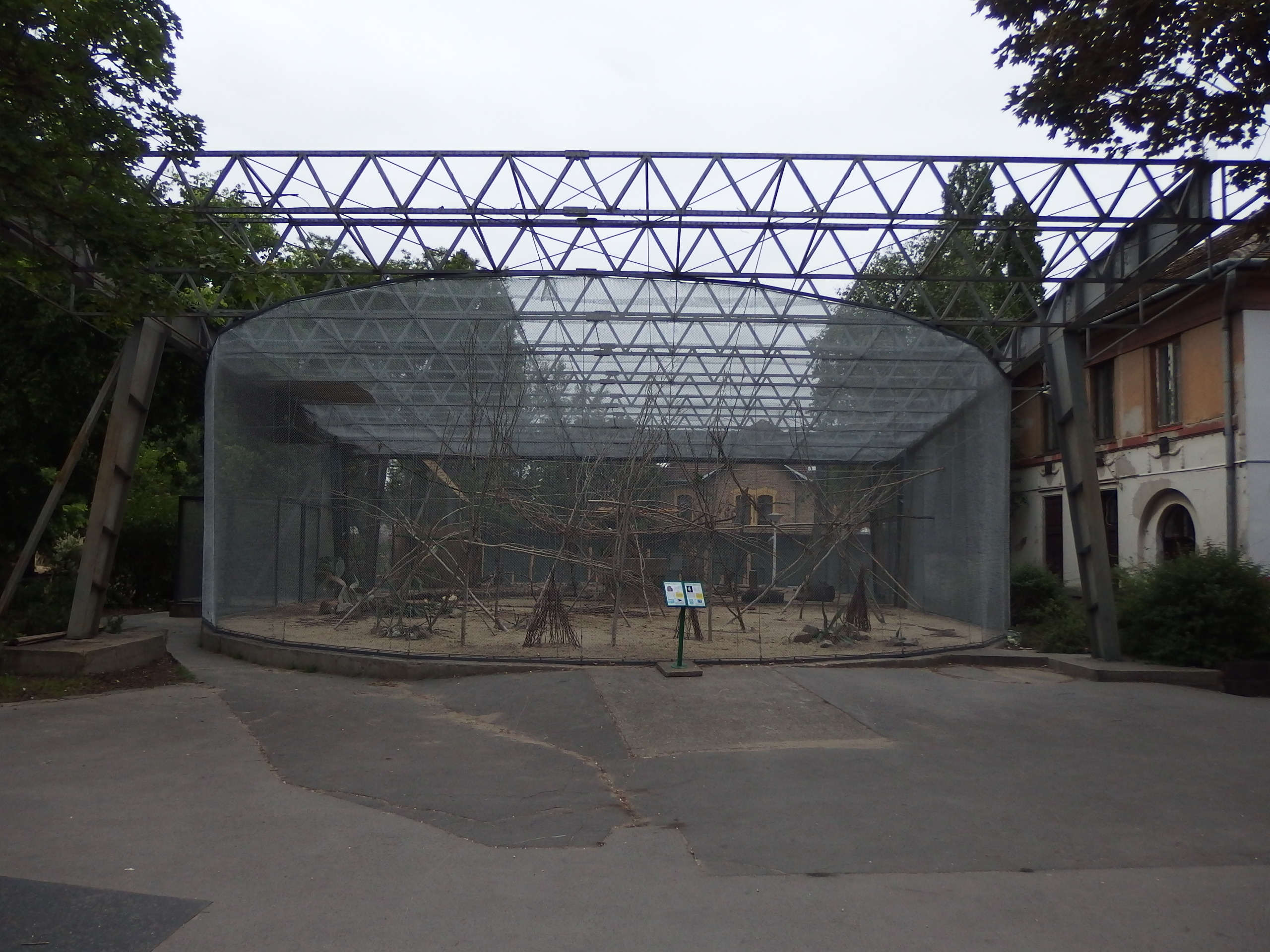
Az 1920-as években épített, 2014 elején lebontott Kanyargó tetőszerkezetéből kialakított madárröptető. 2016-ban a tetőszerkezet is lebontásra került

A park bontása a bezárás után hamarosan megkezdődött. A szétbontható és elszállítható mutatványokat 2014 elejére a tervezettnél jóval alacsonyabb áron eladták egy holland cégnek, amely tovább értékesítette azokat. Egy részüket (pl. Panorámakerék) működőképességük ellenére ócskavasként adták el. A területnek az Állatkertbe való végső beintegrálása hosszabb időt vett igénybe.

### Holnemvolt Park
A park helyén 2014. április 29-én nyílt a Holnemvolt Park, mely a legfontosabb muzeális attrakciókat tovább üzemeltette, de vidámparki helyett állatparki környezetben. A Holnemvolt Park nyitására a volt Vidám Parkot érintő alábbi változtatások történtek:
A Vidám Park összes újabb keletű mutatványa eltűnt. A régiek közül eltűnt a Viharvasút/Túlvilág kapuja, magát az épületet is lebontották. Nincs meg a Panorámakerék, az 1980 körül épített tetőszerkezetét leszámítva a nyolcvanéves Kanyargó.
Megmaradt a Hullámvasút, a némileg rendbe szedett Mesecsónak, a Körhinta, a Barlangvasút, az Elvarázsolt Kastély, a Tükör útvesztő és a Tréfás Dzsungel Vasút.
A Kanyargó újabb építésű tetőszerkezetéből madárröptető, a fedett autóversenyből pónilovagló, a mini dodzsemből útvesztő, régi játékteremből kisebb múzeum lett. Utóbbiban volt látható a Vidám Park néhány rekvizituma, többek között a bejárat feletti régi felirat, a Viharvasút két kocsija, egyikben az egyenruhás Bástya elvtárssal lehet fotót készíteni. A kupolás dodzsem épületében papagájshow, majd egy egyszerű ügyességi mutatvány működött. A Lézerdodzsem épülete látogatóktól elzárt területté vált. A parkban felállítottak néhány új, kisebb mutatványt, többek között lánchintát, körkörösen haladó kisvasutat, ügyességi játékokat. A közismert fekvő kutya szobrot a bejárat előtt állították fel.

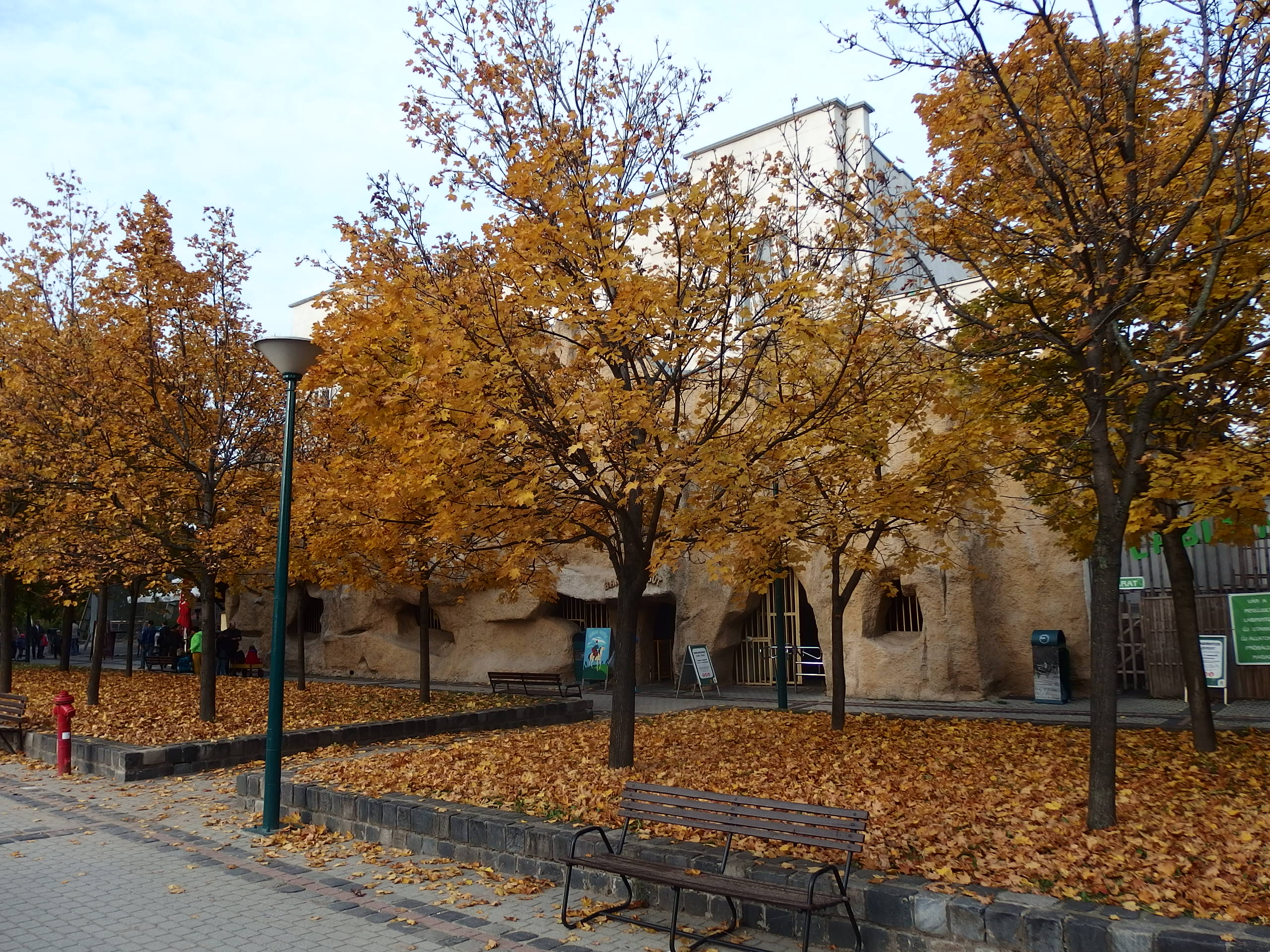
A Barlangvasút a Holnemvolt Parkban 2015 októberében. A 104 éves, 2015-ig védett, muzeális mutatványt 2016 elején lebontották

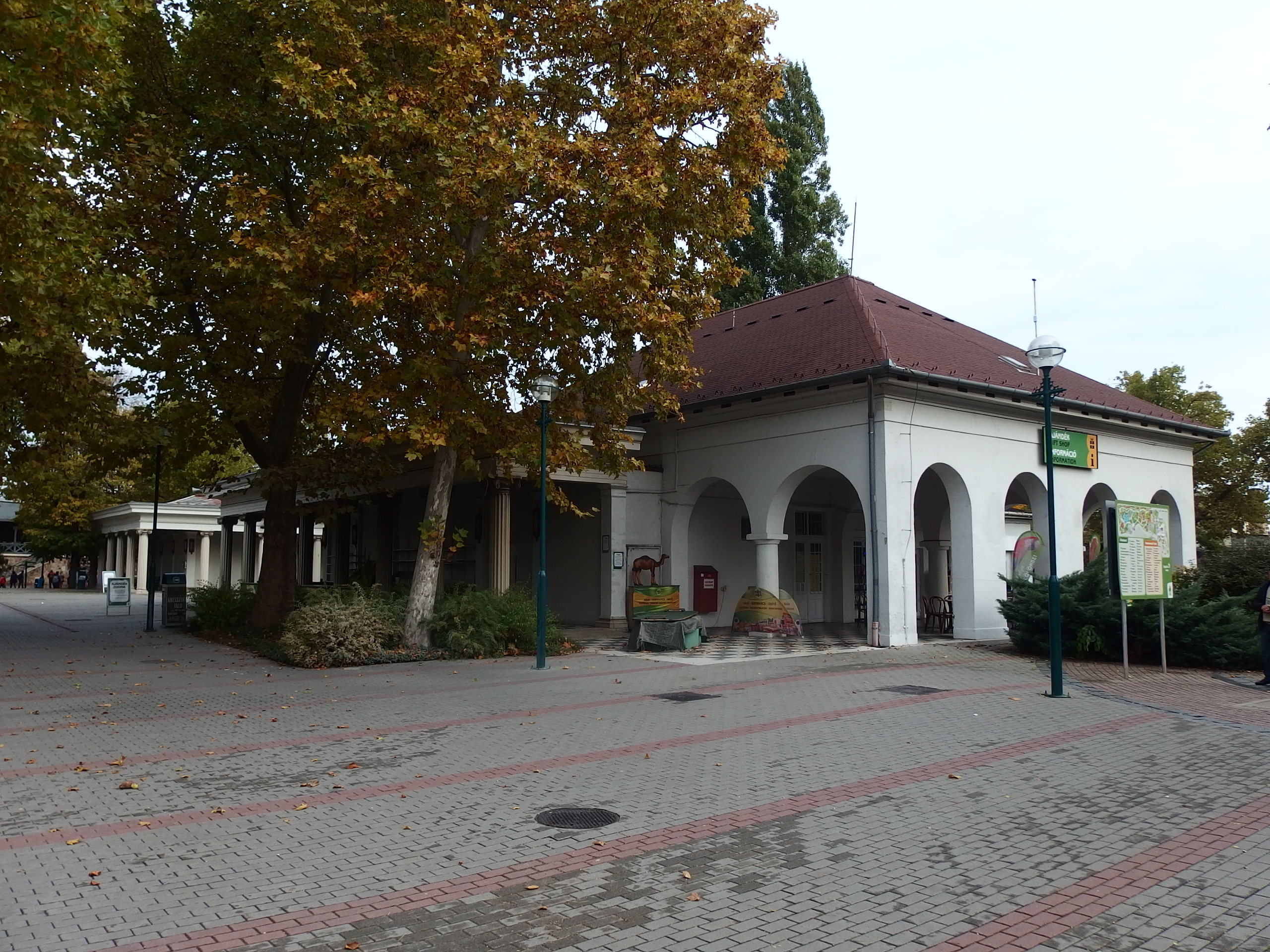
A régi játékterem, később rendezvényterem 2015 októberében. Az épületet 2016 elején lebontották

Megszüntették a csuklópántos, korlátlan napi használatot biztosító beléptetőrendszert. Ezután a belépő ára ugyan alacsonyabb lett (500 forint), de minden egyes mutatványért külön kellett fizetni, előre megváltott zsetonokkal. Egy zseton ára 200 forint volt, a komolyabb mutatványokra 2 zseton, az egyszerűbbekre 1 zseton kellett. 2015-ben már minden mutatványra 2 zsetont kértek. Mivel a mutatványok száma lényegesen lecsökkent, ez az előző, napijegy jellegű beléptetőrendszerhez képest komoly relatív áremelkedést jelentett.
Az előző szokástól eltérően néhány alkalommal éjfélig volt nyitva a park, évtizedek után először újra lehetett kivilágítás mellett látogatni, a Hullámvasúton sötétben utazni. Ilyen alkalom volt többek között a Múzeumok éjszakája, az Állatkerti éjszaka, a Mutatványosok éjszakája és a Rumlifesztivál, majd utoljára a Szellemparti. A park bevétele és látogatottsága lényegesen magasabb volt a tervezettnél.

### A Holnemvolt Park bezárása
A Holnemvolt Park 2015. november elsején tartott utoljára nyitva. Utolsó nagy rendezvénye az október 31-én este, a Halloween éjszaka alkalmából tartott Szellemparti volt. A 19 és 23 óra között megtartott telt házas rendezvényen boszorkányok, zombik, jelmezes figurák riogatták a látogatókat, több száz töklámpás volt kihelyezve. November másodika után a park többé nem nyitott ki.

### A Vidám Park bontása

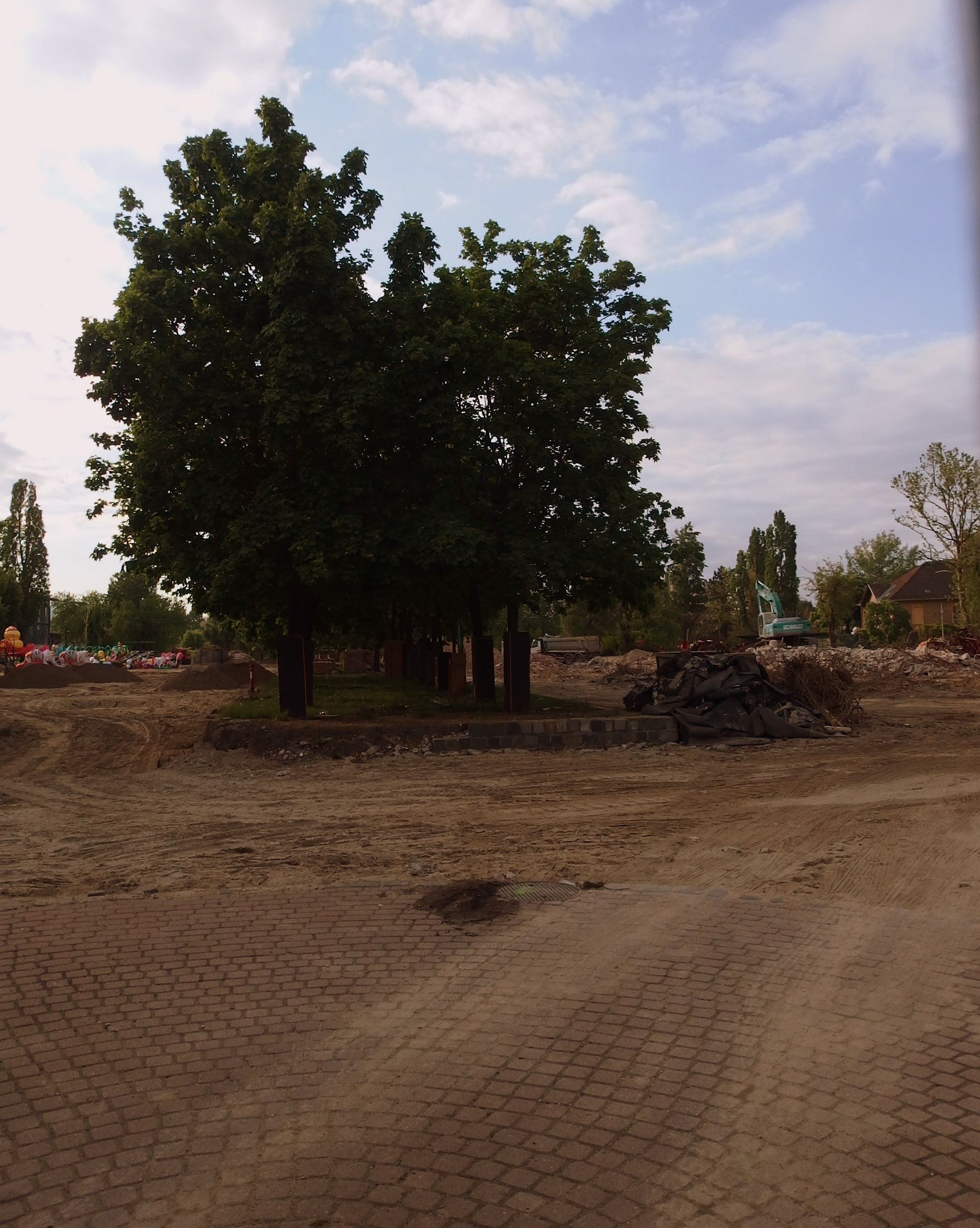
A park bontása 2016 tavaszán. Középen az egykori sétány látható, jobbra a kupolás dodzsem és a barlangvasút romjai

2016 tavaszára a park egésze egyetlen hatalmas bontási területté vált. Az addig megmaradt régi épületek legnagyobb részét addigra lebontották, a még állókat bontották. Noha az eredeti tervben szerepelt a nyolcvanas években épült, tehát réginek nem mondható Elvarázsolt Kastély, a jó állapotú Tréfás Dzsungel Vasút, a kupolás dodzsem és a több mint százéves Barlangvasút megőrzése, az ígéretek ellenére azokat is lebontották. Összesen három mutatvány maradt fent, ezek a Hullámvasút, az alatta lévő Mesecsónak és a régi Körhinta. 2016 őszére a park jelképének számító bejárati rész is eltűnt. Az egykori park 2015-ben még látható és felismerhető képe ezzel végképp megszűnt, a Vurstli, az Angol Park és a Vidám Park több mint kétszáz éves története véget ért.
A területen a bontás után megkezdődött a Pannon Park és a Holnemvolt Vár kivitelezése. A Holnemvolt Vár átadására 2018. május 18-án került sor, a Pannon Park munkálatai 2019/2020-ig tartanak.

## A Kis Vidámpark

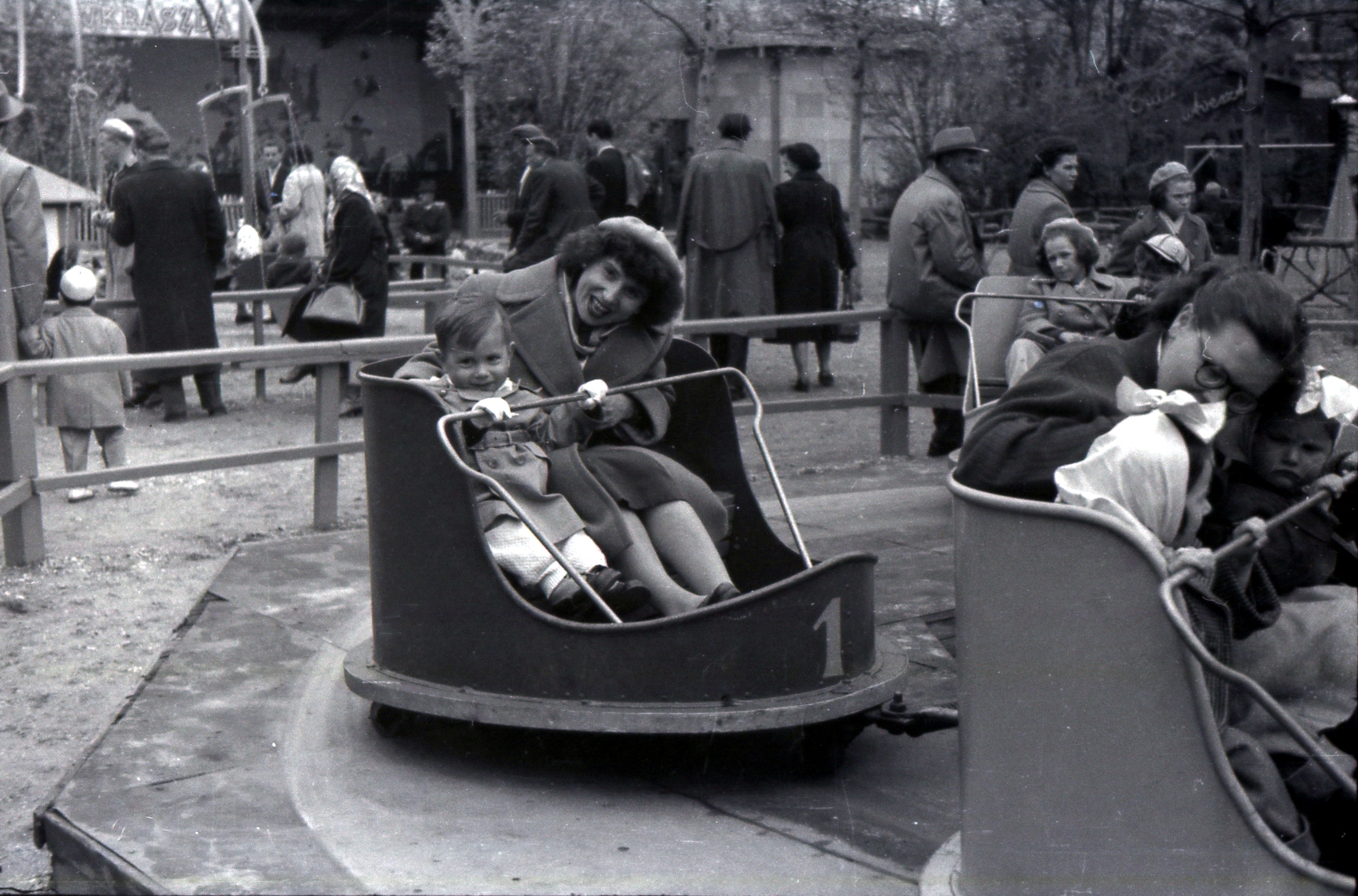
Kis Kanyargó a Kis Vidámparkban, kb. 1958

A Vidám Park utcai frontjától az Állatkert irányában, a Körhinta és a Cirkusz között működött a legkisebb gyerekek számára létesített, elkülönített Kis Vidámpark, körülbelül fél hektár területen. Területe eredetileg az Állatkerthez, majd a Vurstli Külső Mutatványostelepéhez tartozott. Az 1920-as években a Royal Vio mozi állt a helyén. A parkot 1950-es évek elején hozták létre.
Bejáratánál egy tekintélyes méretű, Kis Vidámpark feliratú spirális oszlop volt látható. Létesítményei közé tartozott többek között egy négy gondolás apró óriáskerék, néhány kisebb gyerekhinta többek között kisautóval, kisrepülővel. Vízben körben haladó kis csónakok, a nagy Vidámpark kanyargójához hasonlító, de annál jóval kisebb kanyargó is működött. Kerékpárverseny, mely különféle íveken körben haladó, fixen rögzített kis kerékpárokat jelentett. Ezeknél kormányozni egyáltalán nem kellett, csak a pedált hajtani. Mini hajóhinták is voltak.
A létesítmény lassú hanyatlása már az 1980-as évek végén megkezdődött. Az 1990-es években egy UV villamos motorkocsit állítottak ki közvetlenül a kerítés mellé. Később az összes mutatványt lebontották, a parkot is megszüntették, helyén pónipark nyílt, területét az Állatkerthez csatolták.

## Összefoglaló kronológia
- 1755 – az elhanyagolt, mocsaras, Ökördűlőnek nevezett környék eleinte sikertelen ligetesítésének kezdete.
- 1794 – Boráros János a terület pihenőövezetté fejlesztését javasolja.
- 1805 – a terület a városhoz kerül, a kirándulók, piknikezők lassan birtokba veszik, vásárok kezdődnek.
- 1808 – Pest városából kitiltják a mutatványosokat, azok alkalmi kitelepülésekre az Ökördűlőbe szoknak.
- 1810 – az első két évre szóló bormérési engedély kiadása, az első körhinta felépítése Grossinger Leopold által.
- 1815 – az első fabódé felépítése Aloys Schmidt tiroli mutatványos által.
- 1832 – omnibuszjárat indítása a ligetbe.
- 1838 – Wexlehner Sebestyén, az első mutatványos állandóra szóló kitelepülése.
- 1862 – az első óriáskerék.
- 1865 – a terület parkosítása, neve ekkoriban Városerdő. Az akkor már megszaporodott bódékat a liget keleti szélére száműzik.
- 1885 – az Országos Kiállítás miatt a bódékat a liget nyugati oldalára telepítik.
- 1896 – az Ezredéves Kiállítás, az Ős-Budavára megnyitása.
- 1890–1910 – a Vurstli fénykora.
- 1906 – a Körhinta építése.
- 1908 – az Ős-Budavár csődje.
- 1910 – az Ős-Budavár lebontása, a helyén az új mutatványostelep kialakítása, a rövid életű Amerikai Park működése.
- 1912 – a Barlangvasút építése, majd az Angol Park megnyitása.
- 1922 – a Hullámvasút építése.
- 1926 – a Széchenyi-fürdő medencékkel való bővítése miatt a mutatványosokat még szűkebb területre szorítják, a Vurstli hanyatlása.
- 1938 – A Vurstli százéves fennállásának ünneplése, rövid fellendülés.
- 1945 – súlyos háborús károk, az Angol Park szovjet irányítás alá kerülése, új, ideológiailag megfelelő vezetés kinevezése, május elsején megnyitás.
- 1950 – a Vurstli és az Angol Park hivatalos államosítása, a Budapesti Vidám Park megalakulása.
- 1962 – baleset az Óriáskeréken, két ember megsebesül.
- 1965 – tűzeset a Hullámvasúton, a kár jelentéktelen.
- 1967 – az önálló gazdálkodás bevezetése, az újabb fénykor kezdete a nyolcvanas évek elejéig.
- 1968 – 30 új dodzsemkocsi beszerzése.
- 1969 – a kupolás dodzsem építése.
- 1972 – leég a Robogó.
- 1974 – a Panorámakerék átadása.
- 1979 – gyújtogatás miatt leég az Elvarázsolt Kastély.
- 1994 – egyszemélyes részvénytársasággá alakítás. Lassú fejlődés, majd újabb hanyatlás következik.
- 2012 – a szezon végi megszüntetés lehetősége.
- 2013 – a Vidám Park szeptember végi végső bezárása.
- 2014 eleje – az attrakciók szétbontása és eladása, a terület Állatkerthez csatolása, a park honlapjának megszüntetése.
- 2014. április 29. – a Holnemvolt Park nyitása.
- 2015. november 1. – a Holnemvolt Park bezárása.
- 2016. április – a Hullámvasút, Körhinta és Mesecsónak kivételével minden mutatvány lebontásra került.
- 2016. ősz – a bejárati rész lebontása.
- 2018. május 18. – a Holnemvolt Vár nyitása.
- 2019-2020. – a Pannon Park nyitása.

## Mutatványok

### Az utolsó időszakban működött mutatványok

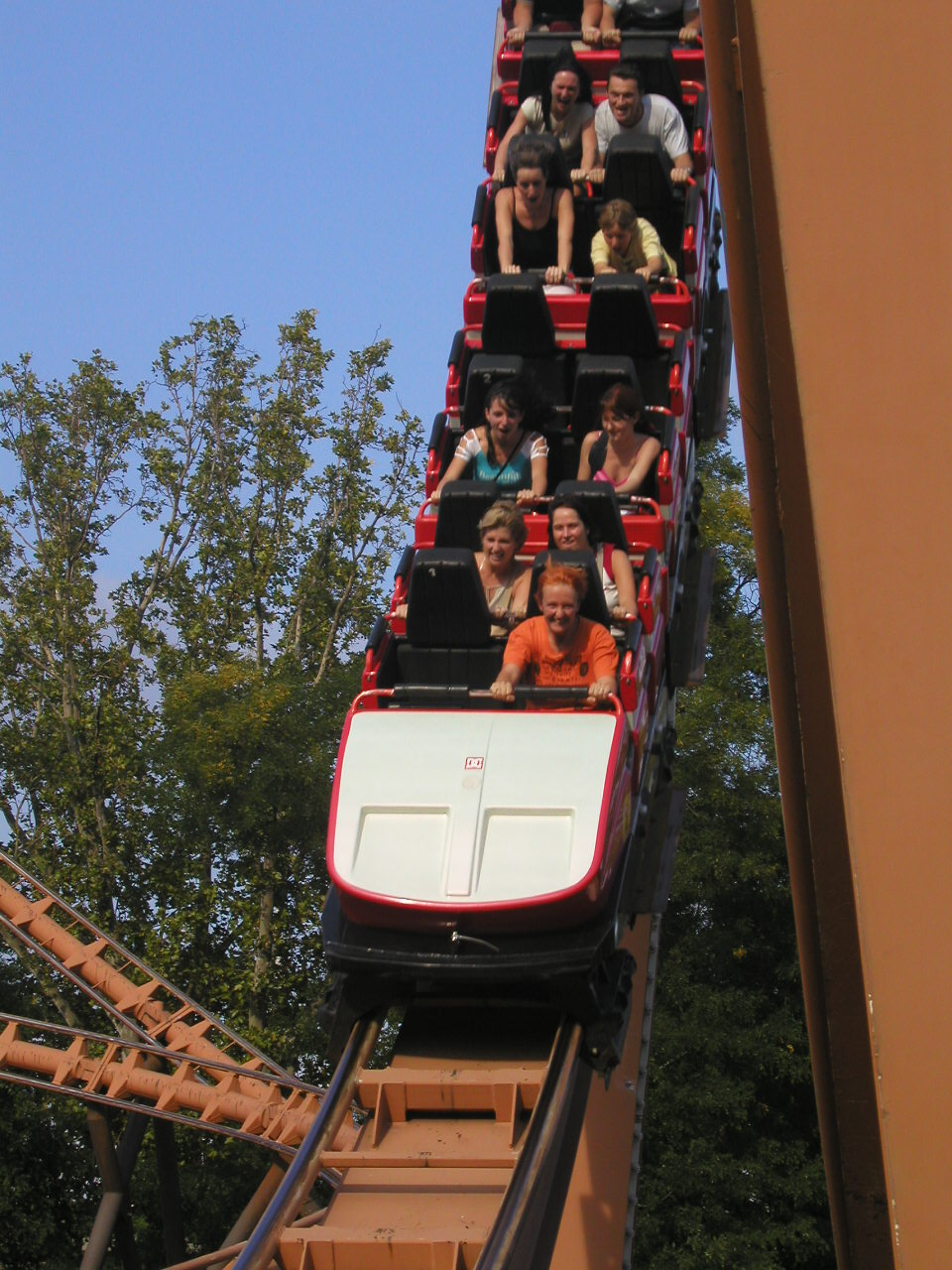
A Looping Star hullámvasút

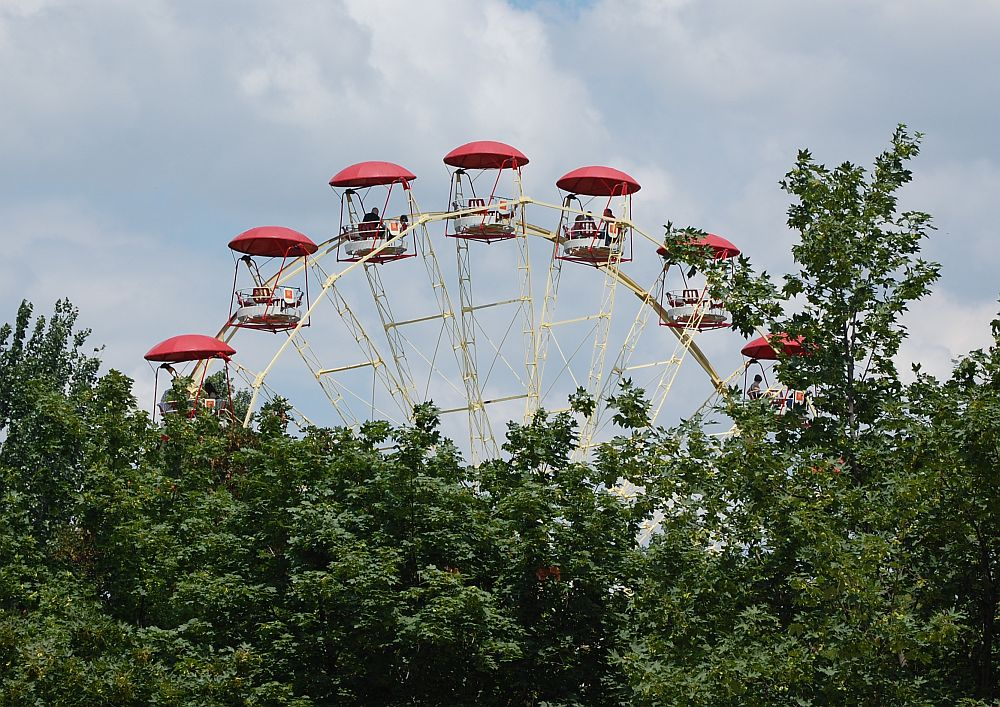
Panorámakerék

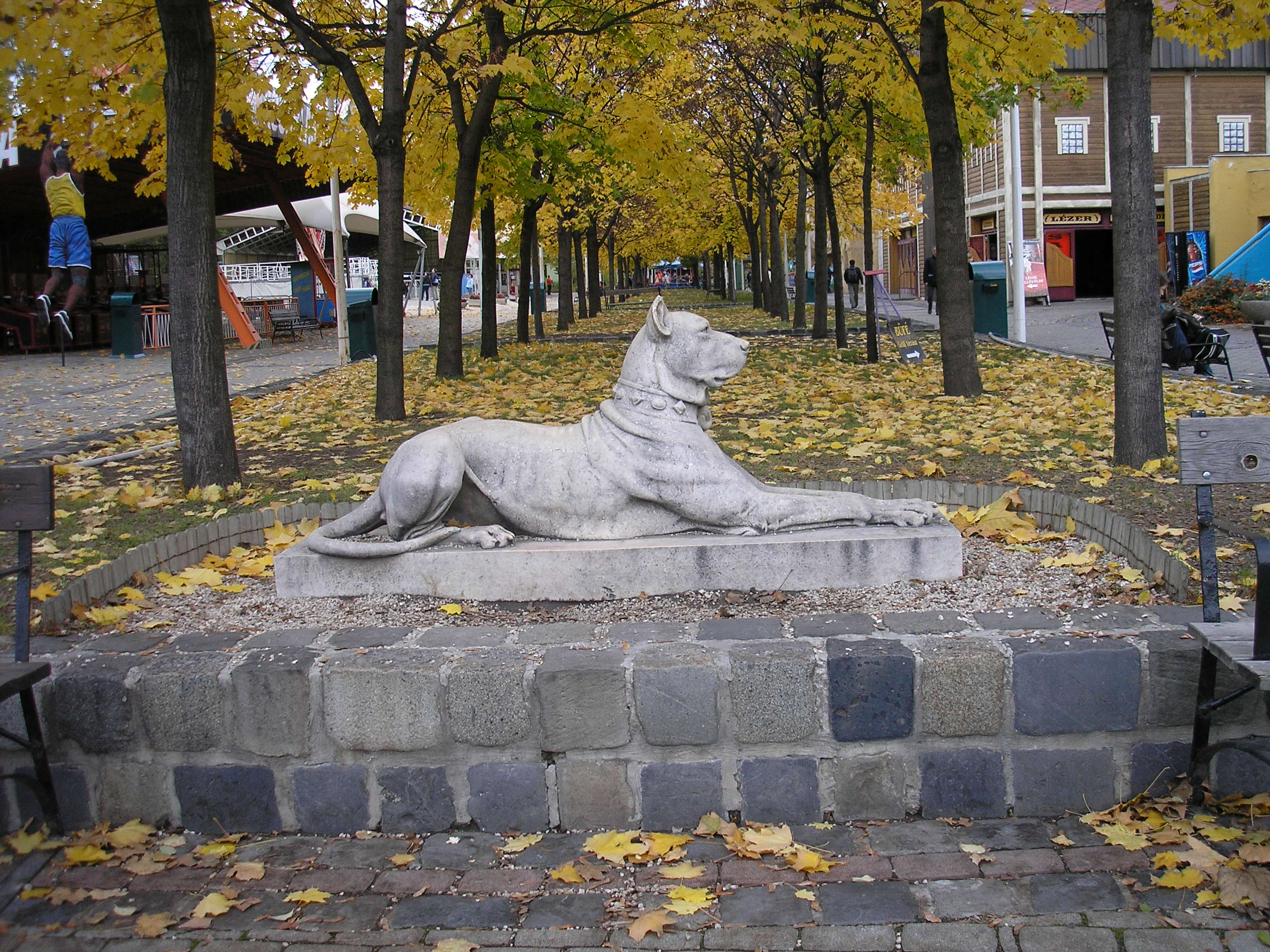
Istók János szobra, a Fekvő kutya

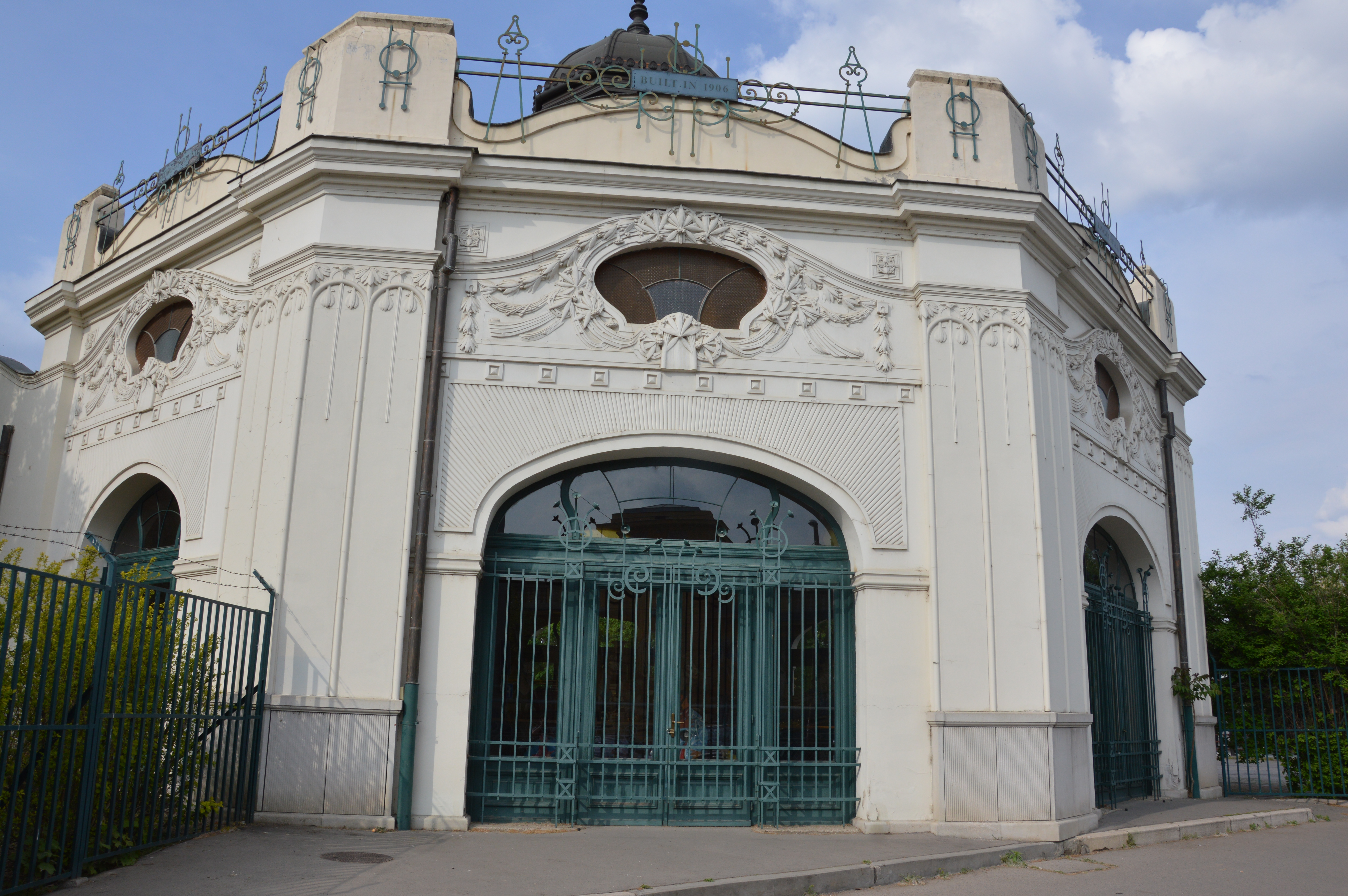
A műemlék Körhinta épülete. Az attrakció 1906-ban nyílt meg

| Név                            | Gyártó            | Befogadó- képesség (fő) | Magas- ság (m) |
| ------------------------------ | ----------------- | ----------------------- | -------------- |
| Ikarus                         | Huss              | 56                      | 30             |
| Gokart                         | –                 | 4                       |                |
| Túlvilág kapuja – horrorutazás | –                 | 9×2                     |                |
| Trambulin                      | –                 |                         |                |
| Tükörútvesztő (1965)           | –                 |                         |                |
| Torony                         | Zamperla          | 12                      | 37             |
| Flying circus                  | –                 |                         | 20             |
| Skyflyer                       | –                 | 32                      |                |
| Top scan                       | Mondial           |                         |                |
| Spinning coaster               | Maurer Rides GmbH | 4 fő/kocsi              | 11.1           |
| Lézerdodzsem                   | –                 | 16×2                    |                |
| Mesecsónak (1922 után)         | –                 | 8×4                     |                |
| Hullámvasút (1922)             | Dragon Ervin      | 3×28                    | 17             |
| Hullámhajó (2004)              | Zamperla          | 24                      |                |
| Break-dance                    | Huss              | 32                      |                |
| Elvarázsolt kastély (1987)     | –                 |                         |                |
| Hip-hop                        | Moser             | 10                      |                |
| Top spin                       | Huss              | 40                      | 18             |
| T-rex                          | Moser             | 32                      |                |
| Kukomotív (1998)               | Daniel Pinfari    | 12+12                   | 3              |
| Szimulátor                     | –                 |                         |                |
| Panorámakerék (1974)           | –                 | 20×4                    | 31             |
| Kanyargó (1922 körül)          | –                 | 12×2                    |                |
| Tréfás dzsungelvasút           | –                 | 10×2                    |                |
| Versenyautó                    | –                 |                         |                |
| Gólkirály                      | –                 |                         |                |
| Barlangvasút (1912)            | –                 | 30                      |                |
| Kis dodzsem                    | –                 |                         |                |
| Tűzoltójáték                   | –                 |                         |                |
| Villanyautó (1969)             | –                 |                         |                |
| Körhinta (1906)                | –                 |                         |                |
| Dzsungel mesepark              | –                 | 2 / kocsi               |                |

### A Vidám Park 1950 előtt épült, a park bezárásáig működő attrakcióinak részletes ismertetése
- Körhinta – Europa Nostra-díjas attrakció, 1906-ból. Eredeti neve Schäftner-féle körhinta. A körhintán a kor ízlése szerinti túldíszített dekorációk, angyalkás hintó, fel-le mozgó kishajók, rugós lovak, forgóülőkék és hasonlók találhatók. Eredetileg a menetek alatt verkli-jellegű gépzene is szólt, az építése utáni első években az alagsorban dolgozó lovak forgatták.

A közel száz év alatt lepusztult építményt 1997-ben a Ráday Mihály által kezdeményezett akció során egyrészt megmentették, másrészt teljes egészében restaurálták. Visszaállították a fa bejárati ajtókat, a kupolát, felújították a díszes mennyezeti festményeket. Ugyanekkor derült ki, hogy az egyes figurák; lovak, angyalkák összesen 17 festékréteget kaptak az idők folyamán, ezeket a restaurálás során mind eltávolították. A felújítás magas színvonala miatt érdemelte ki a körhinta az Europa Nostra díjat. Noha ismét romlásnak indult, műemléki védettséget élvez, ezért fennmaradt. Teljes felújítás után a Holnemvolt Vár részeként üzemmel tovább.
- Barlangvasút – 1912-ben nyílt, műemléki védettséget élvezett, ezt azonban 2015 nyarán visszavonták. Eredetileg Meinhardt-féle Sárkányvasút volt a neve, 1908-ban nyitották, a régi Vurstli területén állt, majd az Angol Park 1912-es nyitásakor került jelenlegi helyére. Barlang-jellegű alagútban kocsik jártak, amelyeket sárkány alakú mozdony húzott. Eredeti díszletezése nem maradt fent.

A barlangot utánzó bejárat és a János vitéz történetét feldolgozó díszletek 1953 óta álltak. A történet Básti Lajos és Major Tamás előadásában hallható volt az utazás alatt. Az utóbbi években több változtatás is történt, a sárkánymozdony is másolat volt. Az eredeti két mozdony az utóbbinál nagyobb és mívesebb kidolgozású volt. A sárkányoknak jóval hosszabb nyakuk volt és fémpikkelyek borították őket, nyakukon izzólámpák sorakoztak.
Eredetileg két szerelvény járt, nem volt zene és mesemondás, a kocsik a későbbinél lassabban, de megállás nélkül haladtak az akkor teljesen sötét alagútban, több figura mozgott, mint az utolsó időkben. Érdekesség: az emeletes épület felső részén lakott az Angol Parkot felépítő Meinhardt család. A mutatványt 2016 elején az ígéretek ellenére lebontották.
- Kanyargó – Az 1920-as évek közepén épült attrakció, jórészt az utolsó időkig eredeti kocsikkal és berendezéssel, az elhasználódott pályát, amely futópályára emlékeztető alakú volt, egy alkalommal kicserélték. A végtelenített láncba kapaszkodó kocsik rövid egyenes szakasz után a fordulókban felgyorsultak, majd kicsapódtak, látszólagos ártatlansága ellenére meglepően megrántva az utasokat.

Eredetileg szabad ég alatt működött, de 1980 körül tetőt kapott. Magas kora ellenére nem élvez műemléki védettséget. Eredeti neve Whip (ostor) volt. Az 1959-es térkép szerint a Lézerdodzsem mögött, a park azóta elcsatolt sarkában üzemelt, onnan helyezték volna a Barlangvasút mögé. 2014 tavaszára az attrakciót kora ellenére lebontották. Az 1980 körül épített tetőszerkezetből madárröptető lett, majd 2016-ra az is eltűnt.
- Robogó – 1947-ben a Barocaldi cirkusz helyén épült, eredeti neve Álomvasút volt. Kétüléses kis kocsikkal működő vasút volt, a kocsik egy ajtónak nekivágódva sötét alagútban haladtak, ott igen gyors irányváltoztatásokat végeztek. Bent az aktuális jellegnek megfelelő, részben mozgó diorámák fogadták a látogatókat. Az eredeti díszletezés pontos leírása nem maradt fent, egyes források szerint szellemvasút volt.

Az 1950-es évek elején átépítették, Robogó lett az új neve. A bejárat fölött egy nagy méretű földgömb volt, rajta átlósan a Robogó felirat. Ezután néhány évig a korszellemnek megfelelően a háború előtti régi és a szocialista új falu közötti különbséget mutatta be. A be- és kijáratnál Budapest és Moszkva képei voltak láthatók. A kor letűntével a belső teret ismét átépítették, ezután hosszú ideig utazás a Föld körül témája volt. Diorámái között az utasok felé ugró oroszlán, valamint cápák között úszkáló könnyűbúvár is volt.

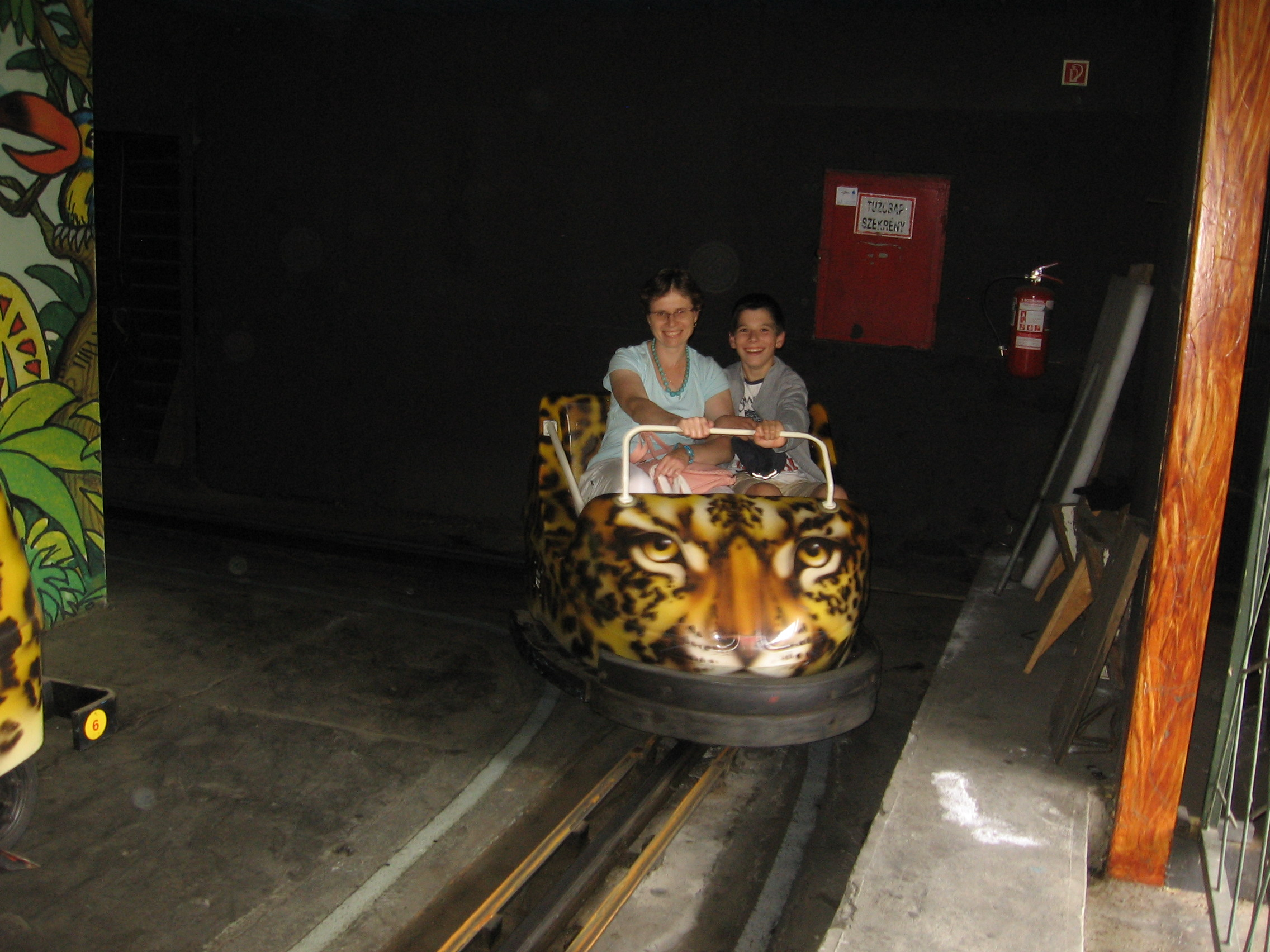
A Tréfás Dzsungel Vasút

Az 1970-es évek elején egy rosszul sikerült műszaki átadás során kigyulladt és leégett. Az újjáépítéskor a pályát is megváltoztatták, a menetirányt megfordították, új, tágasabb kocsikat kapott, ezután Davy Jones Locker néven futott. A bejárat előtt kis tó állt, függőhídon kellett bemenni. 2008-ban még látható volt az üres tómeder, utána ezt betonnal kitöltötték. Később Szellemvasút lett, ekkor volt a legnépszerűbb. A 2009-es évben a körülötte lévő területen hozták létre a Dzsungel Mese Parkot, ahol esőerdei témájú játékok működtek, főleg kisgyerekeknek. Ekkor Tréfás dzsungel vasút lett a neve, humoros dzsungel témájú mozgó diorámákkal. A kocsikat újjáfestették, kísértetiesből tigrismintájúvá. Mivel dzsungel vasút profillal beilleszthető volt az Állatkert profiljába, állapota is jó volt, 2014-15-ben tovább üzemelt. Noha az ígéretek szerint jó állapota miatt fennmaradt volna, 2016 elején lebontották. A vasút egyik kocsija jelenleg a felújított Budai Parkszínpad kültéri gyermekjátszójában van kiállítva.
- Viharvasút – a Robogóhoz hasonló attrakció az utolsó időkig működött. Pontos építési ideje nem ismert, valószínűleg az 1930-as évekből való. Többször átdíszletezték. Eleinte Szellemvasút volt a szokásos csontváz-jellegű díszletekkel, majd 1950 körül átnevezték és átépítették Viharvasúttá. Ekkoriban a természet vadságát mutatta be viharok, árvizek, földrengések tablóképeivel, majd bemutatta ezek legyőzésének módjait is. Nevét is innen kapta.

Az 1950-es évek szellemének letűnésével újabb, ezúttal komolyabb és látványosabb berendezést kapott, életképeket mutatott be az emberi történelem korszakaiból az őskortól a jövő űrkorszakáig, jórészt mozgó diorámák között. Látványosabb díszletei közé tartozott az ókori rabszolgák a korbácsos munkafelügyelővel és az inkvizíciós kínzókamra a nyújtópadon fekvő volt vallatottal. Eredeti felirata sziklára emlékeztető épületfrontjának tetején volt. Az idő múlása miatt a nem túl tartós anyagból készült műszikla csúcsát lecsonkolták, a feliratot a bejárat feletti kisebb – helytelen – Vihar Vasut feliratra cserélték.
1990 után átépítették sci-fi vasúttá, majd legutóbb Túlvilág Kapuja néven horrorvasútként üzemelt, frontját az új berendezésnek megfelelően félelmetesre alakították és szürkére festették a korábbi lilás helyett. A pálya mindvégig változatlan maradt, akárcsak a fából készült kocsik. Az attrakciót 2014 elején lebontották az épülettel együtt. Két régi kocsiját kiállították a Játékterem épületében lévő kis múzeumban, majd a múzeumot is lebontották.
Ebben az attrakcióban működött volna A tanú című film, valójában sohasem létezett „Szocialista Szellem Vasútja”. A Viharvasút a film forgatásának idejére (1969) egy kisebb, festett, Szellemvasút táblát kapott közvetlenül a bejárata fölé, ezt cseréltette le Pelikán a szintén kicsi és egyszerű Szocialista Szellem Vasútja táblára.
- Hullámvasút – 1922-ben épült favázas vasút, amely egy kisebb és régebbi hullámvasutat váltott fel, ennek neve Amerikai Magasvasút volt. Dragon Ervin tervezte, pályájának hossza 1 kilométer. 1940 táján a neve Hegyivasút volt. Az úgynevezett gravitációs kényszerpályás hullámvasutak közé tartozik, tíz ilyen létezik a világon. Az indulás után a szerelvény mozgó drótkötélbe kapaszkodva éri el a legmagasabb pontot, onnan végig magától gurul.

Érdekesség, hogy minden szerelvény közepén fékező utazik, mivel a kanyarok előtt lassítani kell. Az eredeti mechanikus fékezést az 1980-as évek táján hidraulikusra alakították át. A pályának eleinte izzólámpás, majd neoncsöves kivilágítása is volt, ezeket később megszüntették, mivel a park sok éven keresztül nem volt sötétedés után nyitva. A gerendákat a korhadás miatt folyamatosan cserélték, így nem valószínű, hogy a vasút eredeti gerendái közül akár egy is használatban lenne. A pálya sem mindenütt eredeti, a világháborús sérülés után némileg változtattak rajta. 1965. május 5-én kigyulladt, de csak minimális kár keletkezett.
1990 körül teljesen új feljáratot építettek a régi fa feljáró helyett. A különféle színű, sárkányt utánzó szerelvények mindvégig az eredetiek maradtak, persze rendszeres karbantartás mellett. Az egyik szerelvény elejére ismeretlen okból egy zománcozott „zenekar” tábla volt felcsavarozva évtizedeken keresztül.

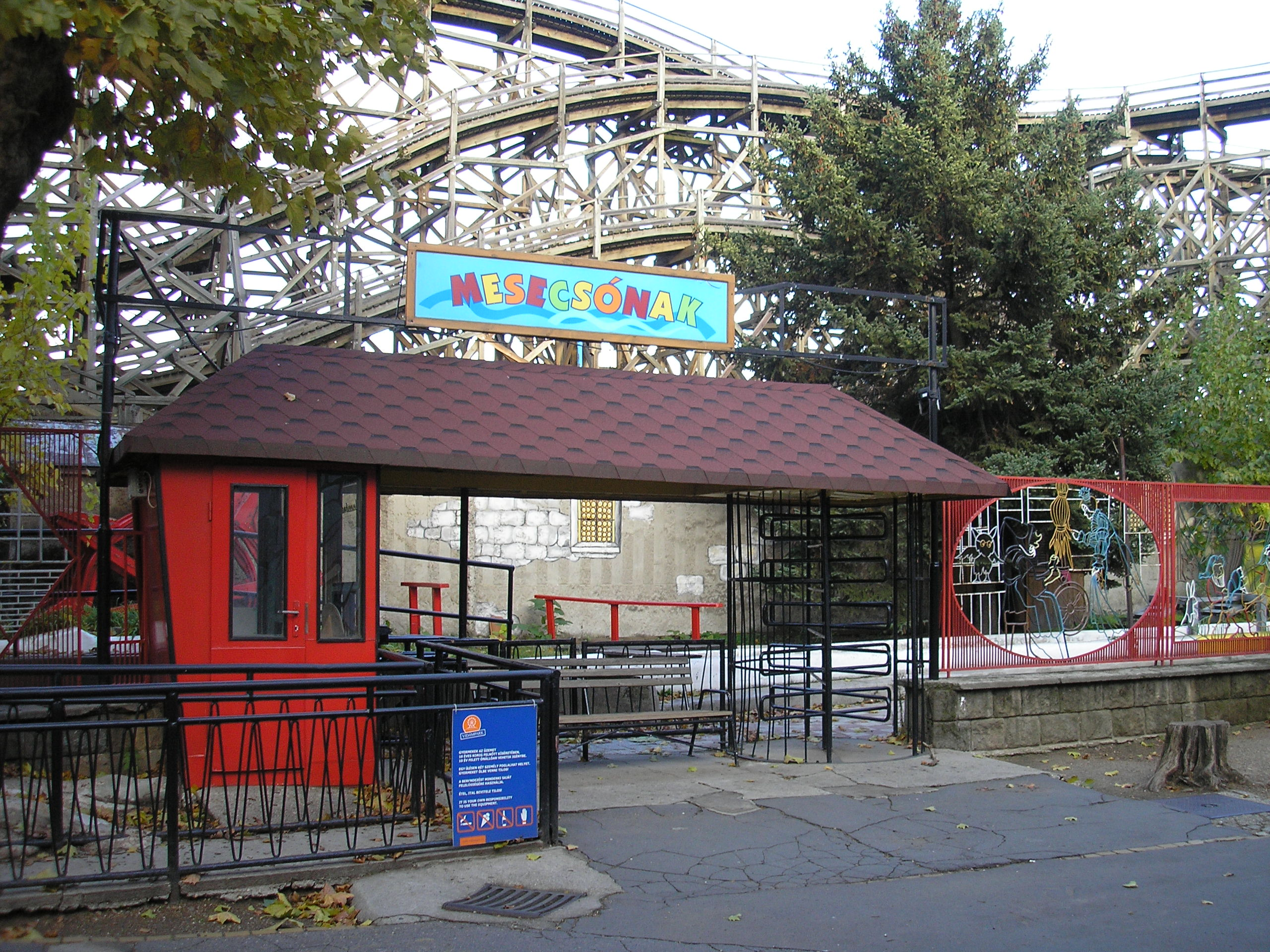
A Mesecsónak bejárata

- A Mesecsónak bejárataMesecsónak – pontos építési ideje és eredeti díszletezése nem ismert. 1934-ben már bizonyosan működött, de fiatalabb a felette lévő Hullámvasútnál, ami alatt sötét, barlangszerű alagútban, hatalmas lapátkerék hajtotta vízben haladtak a csónakok. Eredeti neve Csodacsónak volt. Az út alatt kisebb-nagyobb diorámák voltak láthatók.

A kora ötvenes években a korszellemhez igazodva a kínai nép felszabadító harcát mutatta be. A lampionokkal díszített külső térről fotó is maradt fent. Néhány év múlva újra átalakították, 1960-ban már klasszikus mesék jelenetei voltak láthatók, igen sok figura mozgott. Valamivel később készült el a bent látható meséket bemutató rácsos kerítés. A leglátványosabb díszlet egy a csónak által félig körbejárt nagyobb teremben volt, ahol az arab mesék világa elevenedett meg mozgó táncosnővel, lobogó fátylú dzsinnel. A kerek terem neve Seherezádé lett. Ezek elöregedése és a rongálások miatt jóval egyszerűbb díszletezéssel volt látható a Park bezárásáig. Ekkor klasszikus mesék és újabb rajzfilmek figurái és jelenetei voltak láthatók, de ezek már nem mozogtak, s ekkor már a díszletek védőrács mögött voltak, a korábbi gyenge védőháló helyett.
A kb. 6-8 személyes csónakokat a kilencvenes években kisebbekre cserélték. A lapátkerék mellett egy kockás inget viselő, bajszos, alvó-szuszogó óriás feküdt, melyet gyerekek jártak körül. 2000 körül egy erős téli fagy miatt kettérepedt, ezután lebontották, de a fejét megőrizték. Az utolsó időre a folyamatos rongálások miatt a Mesecsónak állapota leromlott. Egyrészt műemléki védettséget élvez, másrészt más célra hasznosíthatatlan területen van, ezért bizonyosan fennmarad. 2014 elejére a diorámákat megtisztították, az attrakciót üzembe helyezték. Új óriás is készült, de a lapátkerék mellől a barlang bejárata mellé került.
- Lézerdodzsem – hagyományos dodzsem változata már a harmincas években is működött. Később Kis Troli néven futott, az egyik legnagyobb pályájú volt egész Európában. A park két dodzseme 1968-ban 30 új, zsetonnal működő kocsit kapott. Maga a dodzsem nem, de a fa szerkezetű épület műemlékileg védett. 2014 elejére a dodzsemet szétbontották, de az épület megmaradt.

### A Vidám Park az 1950 és 1990 közötti időszakban épült, a park bezárásáig működő mutatványainak részletes ismertetése
- Villanyautó dodzsem – a kupolás épületet 1970 körül emelték, a helyén Villanyautó néven előzőleg is dodzsem volt, amely 1968-ban még működött, épülete 1969-ben még állt. A kerek vasbeton épület a hatvanas évek építészetének Magyarországon egyedülálló emléke. A bezárás után a dodzsem pályát szétbontották, 2014-ben papagájshow üzemelt benne. Az épületet 2016 elején lebontották.
- Tükörútvesztő – 1965-ben átadott, gyalogosan bejárható útvesztő, amelyben tükrök között kellett a kivezető utat megtalálni. 1970 körül építették a Viharvasút mögött. Az attrakció 2015-ben még működött, de mivel nem védett, valamint építési területen van, lebontásra került.
- Panorámakerék – 1974-ben épített, 31 méter magas szovjet gyártmányú óriáskerék. Az utasok egy fordulatot tettek meg, a menetidő 5 perc volt. A váz eredetileg izzólámpák százaival volt kivilágítva, valamint a kabinok ülései körben elfordíthatóak voltak az utasok által. Érdekesség: a kerék az ideszállítás során Záhonynál megsérült. A szovjet fél kárpótlásul az Aurora nevű játékot ingyen szállította le a Kis Vidámpark számára. A szovjet gyártó óriáskerekei sokfelé megtalálhatók, a budapestivel szinte teljesen megegyező lassan 30 éve áll Pripjaty elhagyott városában minden karbantartás nélkül. 2014 elején lebontásra került.
- Elvarázsolt Kastély – az 1979-ben leégett régi kastély pótlására építették 1987-ben. Jellegében a régihez hasonló, de fa helyett modernebb anyagokból épült. A eredeti kastély recsegős-ropogós, dohos, szellemkastély hangulatát nem tudta visszaadni. 2015-ben az attrakció még üzemelt, 2016 elején lebontották.

## Megszüntetett régi mutatványok
A park az évek folyamán folyamatosan változott. Egyes régi mutatványokat megszüntettek, másokat teljesen új helyre tettek át, közben folyamatosan rövidebb-hosszabb ideig létező új attrakciók létesültek. Alábbi, nem teljes listák a különféle korszakok alatt lebontott látványosságokat sorolja fel. A régi mutatványok beazonosítására többek között ismert időpontokban készült, lentebb megnevezett és online felkereshető térképek szolgálnak.

### Az 1945 és 1960 között megszüntetett mutatványok
A államosítást megelőző időszak mutatványainak listája a csekély számú forrás miatt erősen hiányos. Az Angol Park üzletpolitikája szerint a nem elég népszerű játékokat kíméletlenül lebontották, helyükre újabbakat építettek. A Vurstli kisebb mutatványai a gyakori csődök miatt változtak folyamatosan. A régi mutatványok teljes felsorolása nem lehetséges.
- Feszty-körkép épülete – a Jókai színkör színpada is volt egyben. A háborúban megsérült épületet 1950 körül bontották le. Helye kb. a Barlangvasúttal szemben volt.
- Kék Hordó Vendéglő – Nem csak vendéglő, hanem dzsesszkocsma és művészek kedvelt találkozóhelye is volt. Az államosításkor bontották le. Helye kb. a Feszty-körkép mellett lehetett.
- Liliputi Színház – törpe művészek által működtetett színház, az államosítás során bontották le.
- Liliputi Falu – a színház művészeinek apró lakóhelye, mint külön attrakció. Az államosítás során bontották le.
- Alpesi Falu – Hatalmas, bajor stílusú, fából készült sörcsarnok volt, melyben élvonalbeli művészek számára is megtiszteltetés volt fellépni. A háború bizonyos időszakában katonákat szállásoltak el benne. Később találatot kapott és leégett, majd lebontották. A Hullámvasút bejárata előtt, attól balra állt.
- Egyiptomi Falu – témájára csak neve utal. Az Angol Park idejében létesült. Helye és lebontási ideje nem ismert.
- Hullámcsúszda – valódi neve nem ismert. Fából készült, hullámvasút jellegű, erősen kanyargó pályán kis fakocsik gurultak lefelé. A mai bob-pályákhoz hasonlított. 1942-ben még megvolt, helye és lebontásának ideje ismeretlen.
- Hullámzó Balaton – Ponyvaszerű anyaggal fedett nagyobb pályán hullámok görögtek végig, a pályán lévő kocsik a hullámokat meglovagolva haladtak. Helye és lebontási ideje ismeretlen.
- Barocaldi Cirkusz – A legutóbb Tréfás Dzsungel Vasút helyén működött cirkusz. 1947-ben épült helyére a Robogó.
- Csónakverseny – ügyességi játék. Apró medencében több, rögzített pályán lévő csónak volt, melyeket egyfajta vízipisztoly vízsugarával rálőve lehetett hajtani. Lebontási ideje az ötvenes évek.
- Torpedó – eredeti neve nem ismert. Végtelenített kocsisor gyorsan körben forgott, a Hernyóra emlékeztető módon. Lapos favázán egy torpedón ülő pilótaruhás figura volt elhelyezve. 1942-ben még működött. Helye és lebontási ideje nem ismert.
- Faburkolatú autóverseny-pálya – kb. a későbbi go-kart pálya környékén volt. 1942-ben még működött, lebontási ideje ismeretlen.
- Nyíl-lövölde, 1942-ben még működött.
- Ismeretlen működésű zárt épületes körhinta a Sikló mellett, a későbbi új Elvarázsolt Kastély helyén. 1942-ben még működött.
- A Vurstli területén számos apró körhinta, jósda, fényképészet, cukrászda stb. működött. Ezek folyamatosan változtak, majd az államosítás után megszűntek, pontos felsorolásuk nem lehetséges.
- The American Weltshau – előadóterem, Madárfejű Lajcsika is itt lépett fel. A vurstliban állt, pontos helye és lebontási ideje ismeretlen, az 1930-as években még működött.
- Magyar Műszínkör – kis színházterem volt, mely a mai Hermina út és Állatkerti út sarkán állt. 1896-ban létesült, 1944-ig működött, később lebontották. Noha jó színvonalú nyári színház volt, elhelyezkedése miatt a Vurstlihoz sorolták. Az egyetlen olyan intézmény, mely a Széchenyi fürdő építése után is a helyén maradhatott.
- Fortuna mozi, benne a Plasztikon panoptikum és a Bonctani múzeum – at 1920-as években már állt, lebontási ideje az ötvenes évek eleje. Közvetlenül a Barlangvasút mellett állt, helyén a szintén lebontott Erdei útvesztő, majd a nagy játékterem volt.

### 1960 és 1990 között létezett, de a park bezárása előtt lebontott mutatványok
Alábbi nem teljes lista a Budapesti Vidám Park állandóra létesített, az 1960-1990 közötti évek legalább egy részében még működött, de a park zárására már nem létező, vagy jelentősen átépített attrakcióit sorolja fel. A már 1960 körül sem létezett, valamint a későbbi létesítésű, de rövid életű mutatványokat, vendégjátékokat nem soroljuk fel.
- Kuglipálya – egyszerű tekepálya. Kb. a Barlangvasúttal szemben állt. Építési ideje nem ismert, a helyén a fedett Autóverseny épült 1972-ben.
- Motorkerékpár pálya – a Hullámvasúttól balra, az újabb Elvarázsolt Kastély helyén működött kb. a hatvanas évek végéig. Építési ideje 1950 körül volt. Előtte a területén körhinta állt.
- Hajóhinták – hajó alakú, az utas lendületével hajtott hinták, melyek akár teljes átfordulásra is képesek voltak. A régi Óriáskerék és a Krinolin között álltak, 1970 után az összeset lebontották. Építési idejük nem ismert, valószínűleg az 1920-as évekből voltak.
- régi Óriáskerék – kb. 10 méter magas kerék. A összes utas beszállása után néhány percig viszonylag nagyobb sebességgel forgott. A Körhinta után állt, kb. a kupolás dodzsemmel szemben. 1962-ben baleset történt rajta, az egyik gondola tengelye eltört, ketten megsérültek. Építési ideje 1951 körül lehetett, mivel előzőleg a Feszty-körkép 1950-ben lebontott épülete állt a helyén. Korábban a kijárathoz közelebb, srégen állt. Mivel már akkor is régi volt, valószínűleg azonos a Népligetből használtan ide telepített óriáskerékkel. 1970 körül elöregedés miatt lebontották. Ezután ideiglenes jelleggel egy hasonló vendég-óriáskerék üzemelt, majd 1974-ben átadták a Panorámakereket.
- Krinolin – krinolin szoknyára emlékeztető igen régi szerkezet, az utasok a külső peremen kifelé fordulva ültek. Körben forgott, majd eközben egyre nagyobb hullámzó mozgást is végzett. A régi Óriáskerék és a Robogó között állt. Eleinte nyitott volt, később tetőt kapott, 1970 körül lebontották, helyén épült a fedett Autóverseny. Építési ideje nem ismert, valószínűleg az 1920-as évekből való volt. Elképzelhető, hogy más helyről telepítették ide.
- Kishajó – a Robogó körüli kis tavon járó hajó volt. 1947-ben létesült a Robogóval egyidőben, a Barocaldi Cirkusz helyén. Az attrakciót régen megszüntették, de a tó medre még az 1990-es évek végén is látható volt, később betemették. A Robogóhoz kis hídon kellett a tó fölött átmenni, a híd az utolsó időig fennmaradt. A park 1959-es térképe szerint a tavon evezős csónakok jártak.
- Erdei útvesztő – közvetlenül a Barlangvasút bejáratától jobbra állt, a kijárat irányában. Erdei házikót utánzó bejáraton kellett bemenni, bent egy kisebb erdőben lehetett barangolni, sziklák, fák, hidacskák között. Építési ideje nem ismert. 1969 körül lebontották, a Planetárium, majd a nagy játékterem épült a helyén.
- Mechanikus céllövölde – főként a János vitéz és különféle mesék témaköréből válogatott célok, melyek eltalálása után azok különféle mozgásokat végeztek. Az Erdei útvesztő bejáratától jobbra, a kijárat irányában állt. Építési ideje nem ismert, de stílusa alapján igen régi lehetett. Hátfalát megmentették, védettséget kapott, a faépületet 1970 előtt lebontották.
- Planetárium – kisebb méretű, de kifogástalan minőségű planetárium volt, ahol a kupolára vetített mozgó csillagos ég érdekességeit egy csillagász ismertette. Az Erdei Útvesztő helyén létesült az 1960-as évek második felében. Pár év után megszüntették, a nagy játékterem épült a helyén. A Fortuna mozi, a Plasztikon panoptikum és a Bonctani múzeum állt korábban a helyén.
- Villanyautó – 1968-ban még működött, 1969-ben még állt, majd az épületet lebontották, a kupolás dodzsem épült a helyén. Egykori kocsijainak formaterve alapján feltételezhető, hogy az 1930-as években épült.
- Nagy Játékterem – az Erdei útvesztő, majd Planetárium helyén, Barlangvasút és kupolás dodzsem között működött. A földszinten és az emeleti körgalérián játékgépek tucatjai álltak. Át lehetett járni a mögötte lévő kis játékterembe. Később a lapos épület tetőszerkezetet kapott, többek között kis dodzsem és vidámparki múzeum működött benne. Az épület mindvégig megmaradt, de 2016 elején lebontották.
- Röpcsi – a Barlangvasút épülete mögött állt, 1963 körül épült. Korabeli sugárhajtású repülőgépek mintájára épített kis kétszemélyes szerkezetek körben jártak, botkormánnyal fel-le mozgást végeztek. A sűrített levegős üzemmód miatt főként leszálláskor igen hangosak voltak, utánozva a repülőgépek zaját. A mutatvány mellett miniatűr irányítótorony is állt, a kezelő onnan irányította. Később modernebbre cserélték, majd azt is lebontották. A helyén korábban körhinta állt.
- Rakéta – Közvetlenül a Ciklon hullámvasút előtt működött, viszonylag rövid életű attrakció volt a nyolcvanas évek eleje során. Az utasok rakéta formájú zárt szerkezetbe ültek, ami ezután fel-le mozgott és jobbra-balra forgott, rázkódott. 1981-ben nyitották, pár év után lebontották.
- Gőzmozdonyos kisvasút – valódi miniatűr gőzmozdony húzta kisvasút volt, mely az utóbbi Lézerdodzsem mögötti rész és az akkor még nem létező Panorámakerék között közlekedett a Park hátsó fala mentén, részben a Hullámvasút tövében. 385 mm volt a nyomtáv, 5 kg/fm síneket használtak. A szerelvényt egy 50 lóerős brit Busset & Lowke miniatűr mozdony húzta, mely valószínűleg 1914-ben épült, ezután három évig Genova városában járt. A vasutat 1918-ban létesítették, 1974 nyarán a pálya rossz állapota miatt beszüntették a működését. Tervbe volt véve a pálya átépítése és a mozdony felújítása, ám a mozdony egyik ellenőrzése alkalmával hideg víz került annak meleg hengerére, az szétrepedt. Ezután a felújítás félbeszakadt, a kocsik eltűntek, a mozdony a nyolcvanas évek elején a zánkai úttörőtáborban volt, 2017-ig Zánkafürdő megálló csarnokában volt kiállítva. Közlekedési múzeum által védett. (https://img.index.hu/imgfrm/3/4/3/5/IMG_0009323435.jpg) 2017-ben az épületet feltörték, a kismozdonyt megrongálták. Helyreállítása megkezdődött, befejezése után őrzött helyen kiállításra kerül.
- Inga – Két utas számára szolgáló mutatvány volt, az óra ingájához hasonlóan rögzített két kabin egymással szemben egyre magasabbra mozgott, majd körbefordult. Helye az 1959-es térkép szerint a későbbi Lézerdodzsem mögött volt, de később valószínűleg a bejárat közelébe helyezték át. Építési ideje nem ismert, formaterve alapján az 1930-as évek a legvalószínűbb. Az 1970-es évek során az utasok gyakori rosszullétei miatt lebontották, később hasonló utóda létesült más helyen, majd azt is lebontották.
- Régi játékterem – a Hullámvasút előtti részen található oszlopdíszes épület, bent játékgépek álltak. Az új játékterem átadásával abban a formában megszüntették. Az épület a legutolsó időkben is állt, de rendezvényterem céljára. 1960 körül nyitották mint játéktermet. Az épület korábbi funkciója nem ismert. 2016 elején lebontották.
- Kis új játékterem – az egykori Planetárium mögött épült kisebb, modern, földszintes épület az 1960-as évek közepéről, később átjárással a nagy játékterembe. Legutoljára fotóműhely és ajándékbolt működött benne, majd 2015-re az épületet lebontották.
- Sikló – eredeti nevén Vízisikló, az Angol Park 17. számú üzeme volt. Óriási lapátkerék által mozgatott víz egy torony felé sodorta az utasokkal teli csónakot, majd a toronyban működő lift magasba emelte. Kb. 4 emelet magasságból a csónak kis tóba siklott, nagy fröccsenés közepette. Lefékezését a benne ülő kezelő végezte. A Hullámvasút bejáratától balra állt. AZ 1920-as évek végén épült, az 1970-es évek közepén lebontották.
- Ciklon – a Sikló helyén épített Pinfari Z64-es típusú új hullámvasút. 1975 és 1986 között működött, majd üzemen kívül helyezték és a 90-es évek elején lebontották. Egyes vélemények szerint baleset miatt helyezték üzemen kívül, azonban valószínűbb, hogy rossz állapota miatt állították le. Később a Looping Star átforduló vasút épült a helyén, de azt is lebontották.
- Régi Elvarázsolt Kastély – dohos szagú, valóban régies kastély, a lovagteremben trükkös székek és görbetükrök, odébb futószalag, ingó lépcsők, sötét folyosók, trükkös csapdák, tántorgó részeg szoba és hasonlók voltak. A kijáratnál volt a forgó Hordó. A kastély 1979-ben leégett, a gyújtogató tettest egy kutya találta meg. Később új kastély épült a Hullámvasút mellett, a gyújtogatást túlélt Hordó az eredeti. Építése az Angol Park idejéből való, valószínűleg az 1920-as évek. Az 1940-es évek elején már igazolhatóan állt, a háború alatt megsérült.
- Óriásröpcsi – körülbelül 5 emelet magasságú acéltorony körül kábeleken felfüggesztett repülőgépek köröztek, eléggé nagy ívben. A mutatvány az utóbbi Lézerdodzsem mögött állt, a Hungária körút felújításakor szüntették meg, területének elcsatolása miatt. Építési ideje nem ismert, de az 1940-es évek elején már állt. A kétfedelű gépet utánzó régebbi fülkéi miatt az 1920-as évek a legvalószínűbb, az Angol Park ekkoriban volt fejlesztése csúcsán. 1978-ban még állt, de nem sokkal később lebontották.
- Velence – az utasok velencei gondolákhoz hasonló csónakokba szálltak. A csónakos rúddal hajtotta a gondolát, az utasok kirándulást tettek az éjszakai Velencébe, kivilágított házacskák, gondolák között. A játék hátsó részén a Szent Márk tér díszlete volt, ahol látványos, kivilágított szökőkút működött, közben zene szólt. A Lézerdodzsem bejáratától jobbra üzemelt mutatványt 1975-ben bontották le. Építési ideje az Angol Park korszakából való. Később a szintén lebontott Vadvízi Csónak (Isar Jump), majd a Vadvízi Utazás működött a helyén.
- Ródli – néhány emelet magasságú toronyból egy ródlira ülve lehetett lesiklani. A ródlit két markos kezelő kapta el a lejtő alján. A Lézerdodzsem bejáratától jobbra üzemelt Az 1920-as években épült, 1970 körül lebontották.
- Virág-körhinta – A Ródli és a Velence mellett üzemelt. Egy körbeforgó korongon négy kisebb, ellenkező irányban forgó korong mindegyikén négy-négy virágkehely-szerű hinta volt, amiket az álló középtengelyükön lévő kerékkel az utasok forgathattak tetszőleges irányban. Építési ideje nem ismert, jellege alapján az 1950-es évek a legvalószínűbb.
- Hernyó – gyors tempóban körbeforgó attrakció volt. A végtelenített, hintókat utánzó kocsisorban ültek az utasok. A pálya egy része sima, másik része hullámos volt. A nagy sebesség az utasokat a külső irányba préselte. Eleinte acélkerekei voltak, amitől menet közben erős, süvítő zaj volt, később egy felújítás során gumiperemes kereket kapott. Az 1970-es évek elején lecserélték a hasonló, de modernebb Ámor Expresszre, majd a mutatványt az 1990-es évek végén lebontották, helyet adva ezzel az Ikarusznak. Közvetlenül a bejárattól jobbra üzemelt. Az 1959-es térkép szerint a mutatvány a park hátsó részén működött, de áttelepítették, az 1960-as évek közepén már a bejárat mellett volt a helye.
- Ámor Expressz – A Hernyó mintájára épített mutatvány, 1973 körül építették a Hernyó helyén, a bejárattól jobbra. Nevét onnan kapta, hogy menet közben az utasok szorosan egymáshoz préselődtek, a menet egy részében egy körkörös ponyva feszült a kocsi fölé, rövid időre a nézelődők elől eltakarva hagyva az egymáshoz préselt utasokat. Később lebontották, a helye üres maradt.
- Kis Go-Kart – a Kanyargó háta mögött, a Panorámakerék előtt állt. A pálya végig megmaradt, de a játék nem üzemelt. Építési ideje az 1960-as évek közepe.
- Erdei céllövölde (sportlövölde) – a Viharvasút épülete mögött működött. Különféle méretű és távolságú, jobbra-balra, fel-le mozgó, madarakat utánzó célokra lehetett lőni légpuskával. Építési ideje nem ismert, a céllövöldék betiltása után szűnt meg. Épülete sokáig megmaradt más attrakcióval, majd lebontották.
- Cilinder – kalapledobó-nyerőjáték. Fel-le mozgó fejekről rongylabdával kellett ledobni a cilindert. Siker esetén nyeremény volt. A Mesecsónaktól jobbra, a Panoptikum helyén üzemelt.
- Durr-bele – dobozledobó-nyerőjáték. Három rongylabdával hat, egymásra rakott dobozt kellett maradéktalanul ledobni, nyereményért. A Mesecsónaktól jobbra, a Panoptikum helyén üzemelt.
- Szivárvány-nyerőjáték – Rovátkázott, különféle színekkel jelzett tárcsa forgott körbe-körbe. A hozzá vezető vályúk valamelyikén elengedett golyó valamelyik rovátkában landolt. A rovátka színétől függött a nyeremény. A Mesecsónaktól jobbra, a Panoptikum helyén üzemelt.
- Pisztoly-céllövölde – légpisztollyal lehetett lőni. A Mesecsónaktól jobbra, a Panoptikum helyén üzemelt.
- Kézremegés-ellenőrző nyerőjáték – egy függőleges fémrúdon kellett alulról felfelé végighúzni egy alig nagyobb fémgyűrűt. Ha a játékos keze megremegett és a gyűrű hozzáért a csőhöz, csengő szólalt meg. A Mesecsónaktól jobbra, a Panoptikum helyén üzemelt. 1970 körül már más volt a helyén.
- Cápa (horgász-nyerőjáték) – apró medencében fahalak úszkáltak, mindegyikük fejénél kis akasztó. Horgászbottal kellett őket kipecázni. A hasukon lévő szám alapján lehetett nyerni. A mai Lézerdodzsem előtt állt.
- Karikadobáló nyerőjáték – tenyérnyi műanyag karikát kellett eldobni úgy, hogy tökéletesen ráessen a kiválasztott nyereményre. Ha mellé ment, vagy felakadt, nem volt nyeremény.
- Kalapács – erőnléti játék, egy nagy kalapáccsal kellett lesújtani egy mérleghez hasonló szerkezet bizonyos pontjára. A számlap kijelezte az ütés erejét.
- Ringlispil – hagyományos vásári láncos körhinta, a Hullámvasút előtti emelt részen állt, lebontották.
- Vízikörcsónak – körben haladó kishajók gyerekek számára, a bejárat és kijárat között állt, az 1970-es évek folyamán lebontották. Építési ideje nem ismert.
- Lökd meg a kecskét – erőnléti játék. A kb. 40 centis, kecske formájú kiskocsit olyan erővel kellett meglökni, hogy minél előrébb jusson az emelkedő pályán. Nyeremény akkor volt, ha a kecske a pálya legvégén álló részeg ember figuráját a szarvaival úgy meg tudta lökni, hogy a kalapja leessen. Építési ideje nem ismert, az 1970-es évek folyamán megszüntették.
- Fedett autóverseny – 1972 körül nyílt a Krinolin és a Kugli helyén. A kiskocsik nyolcas alakú pályán haladtak, az áramot a padlón keresztül vették fel. 2013 nyarán az attrakciót szétbontották.
- Autóverseny – benzines kis autókkal, később gokartokkal lehetett versenyezni. A bejárattól jobbra található pályát később kissé átépítették, 1965-ben épült.
- Lovarda – a régi Elvarázsolt Kastély mellett balra állt, 1965 körül már nem létezett.
- Revü – a bejárattól jobbra, közvetlenül a fal mellett állt. Már az 1960-as évek vége felé sem működött.
- Diridongó – a Hullámvasút bejárata melletti kisebb mutatvány.
- További ügyességi játékok: Tölcsérdobáló nyerőjáték, Úszóverseny, Csónakverseny, 11-es rúgó játék, céllövöldék, 1980 körül már egyikük sem létezett.
- Régóta nem működött továbbá a Hullámvasút bejáratától a lépcsőkön egyenesen fel, onnan jobbra lévő hagyományos, felszolgálós étterem-kertvendéglő; helyén büfék üzemeltek.
- Western falu – A későbbi Tréfás dzsungel vasúttól jobbra üzemelt kis vadnyugati park volt. Az 1980-as évek végén építették, 1991-ben leégett.
- Mr. Muscle – szkander-gép

### 1990 után épült, de a park bezárása előtt megszüntetett mutatványok
Az 1990 után létesült, de a zárás előtt megszüntetett attrakciók nem teljes listája.
- Isar Jump, vadvízi csónak. A bejárattól jobbra, a park szögletében működött komoly attrakció volt. 1989-től 1996-ig a müncheni vidámparkban üzemelt, majd 1997-től 2003-ig a Budapesti Vidámparkban.[19] Helyét 2003-tól a Vadvízi Utazás vette át.[20] 2005-ig a Vadvízi Utazás mögött tárolták szétszedve,[19][21] utána visszaszállították Németországba.
- Pirat, kalózhajó. Ingához hasonló szerkezet, az utasokkal ide-oda hintázott.
- Looping Star, átforduló hullámvasút. A régi Elvarázsolt Kastély, majd Ciklon hullámvasút helyén állt.
- Familia Expressz, hullámvasút, a Barlangvasúttal szemben működött.
- Óriáscsúszda
- Vadvízi Utazás, az Isar Jump-hoz hasonló, ám annál kisebb játék. Az Isar Jump helyén állt, a park legkeletibb részén, a Lézerdodzsem közelében.
- Titanic, a Pirat utódja. Az utasokkal fejjel lefelé is fordult. A bejárat közelében működött.

## Védettséget élvező attrakciók
Koruk miatt műemléki védettséget élveztek:
- Körhinta (1906) – a Schäftner Körhinta kiváló állapotban a Holnemvolt Vár központi attrakciója maradt
- Barlangvasút (1912) – a védettséget 2015 júniusában kormányhatározattal megszüntették, 2016 elején lebontották.
- Hullámvasút (1922)
- Mesecsónak (1920-as évek)
- Lézerdodzsem faszerkezetű épülete
- A régi céllövölde hátfala – a védettséget 2015 júniusában kormányhatározattal megszüntették, a Holnemvolt Vár területén látható.

### Koruk ellenére sem élveztek védettséget
Magas koruk, építészeti ritkaságuk ellenére sem élveztek védettséget az alábbi régi attrakciók, így fennmaradásuk kétséges volt a bezáráskor:
- Robogó / Tréfás dzsungel vasút (1947). 2015-ben tovább üzemelt, beillesztve a Holnemvolt Park profiljába. 2016 elején lebontották.
- Viharvasút / Túlvilág kapuja (1930-as évek). 2014-ben az épülettel együtt lebontották.
- Kanyargó (1920-as évek). Megszüntették, a tetőszerkezetből madárröptető lett, később ezt is elbontották.
- Kupolás dodzsem, az épület kupolája az 1960-as évek építészetének Magyarországon egyedülálló emléke (1968). Magát a dodzsem pályát 2014 elején szétbontották, a kocsikat eladták, az épületben előbb papagájshow, majd 2015-ben távirányítós játékhajó mutatvány működött. 2016 elején lebontották.
- Panorámakerék, a városra nyílt egyedülálló panorámával (1974). Noha az állatokat nem zavaró csendes működése, a városra és a parkra nyíló kilátása miatt beilleszthető lett volna az Állatkert profiljába, 2014 elején megfelelő műszaki állapota ellenére lebontották és ócskavasként értékesítették.

### Hullámvasutak

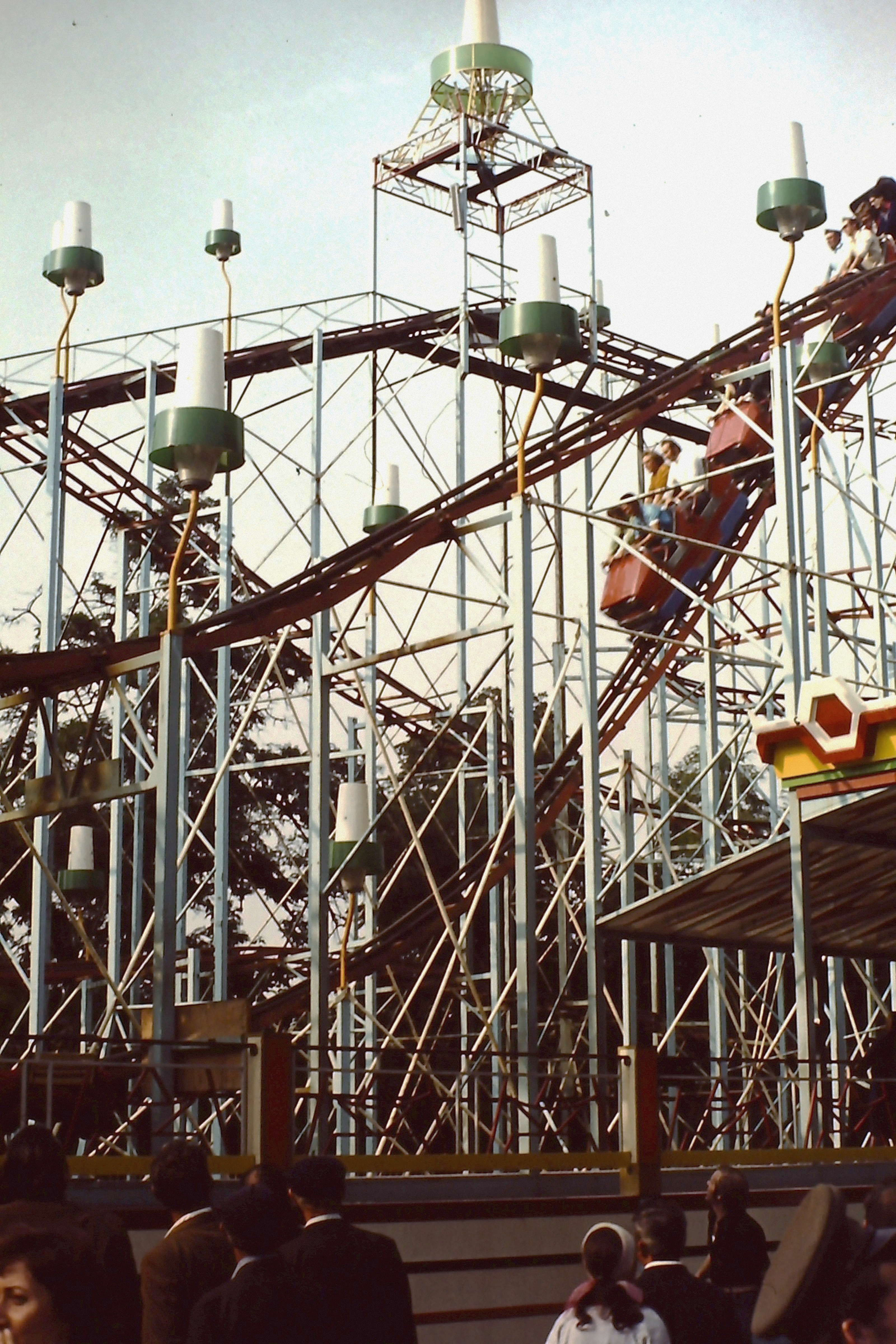
A Ciklon hullámvasút 1975-ben

A parkban működött összes hullámvasút listája.
- Amerikai Magasvasút, a Hullámvasút kisebb és egyszerűbb elődje. 1921-ben lebontották, a helyén épült a Hullámvasút.
- Hullámvasút, az 1922-ben fából épült hullámvasút Dragon Ervin tervei alapján készült. Karbantartás hiányában a különleges vasút favázas szerkezete folyamatosan korhad.[22] 2024-re tervezték az újranyitását.
- Ciklon, Pinfari Z64-es típusú acél hullámvasút. 1975-1986 között üzemelt, ez volt az ország első modern hullámvasútja. Az régi Elvarázsolt Kastély mellett, a későbbi Looping star helyén állt.
- Kukomotív, Minicoaster Apple típusú családi acél hullámvasút. A Top Spin mellett működött 1998-tól a bezárásig, 2013-ig.
- Looping Star, a Schwarzkopf által gyártott átforduló acél hullámvasút. 2000-től 2009-ig üzemelt. 2011-től a botswanai Lion Park Resort-ban működik tovább.
- Família expressz, Pinfari Super Train ST40 típusú családi acél hullámvasút. A Barlangvasúttal szemben, 2000-től 2009-ig működött.
- Spinning Coaster, Compact típusú hordozható acél hullámvasút. 2009-ben nyílt a Looping Star helyén, 2013-ig működött.

## Filmek és a Vidám Park
A Vidám Parkban több film jeleneteit is forgatták.
- Meseautó (1934) – a film egy jelenetében az Angolpark látható.
- Valahol Európában (1947) – a filmben még üzemképes állapotban látható a Körhinta zenegépe és még pár dolog.
- Ifjú szívvel (1953), rendező: Keleti Márton – a film egy jelenetében látható a főbejárat, a Hullámvasút, a Sikló, a Mesecsónak, a Kalapács, valamint néhány régebbi ügyességi nyerőjáték. A film a parkot ábrázoló esti jelenetei stúdióban készültek, díszletek között.
- Bors, Ujjé, a ligetben epizód (1968) – az epizód jelentős része az Angol Parkban és a Vurstliban játszódik. Látható a Hullámvasút előtti körhinta, a Sikló és a régi Elvarázsolt kastély.
- A tanú (1968) rendező: Bacsó Péter – a filmben a háttérben látható a Hullámvasút bejárata, a Mesecsónak az alvó óriással, a Sikló, a Lökd meg a kecskét, a kijárat mögötti hosszú sétány, rajta a régi Óriáskerék, messziről a Robogó és a Krinolin, Barlangvasút, Erdei útvesztő, a Villanyautó nevű régi dodzsem, valamint az utcáról nézve a film miatt ideiglenesen Angolpark feliratú főbejárat. Maga a Szocialista Szellem Vasútja az akkori Viharvasút volt.
- Hahó, Öcsi!(1971) rendező: Palásthy György – filmvígjáték, A Barlangvasútban utazott a Balogh család többi tagja.
- Családi tűzfészek (1979), rendező: Tarr Béla – filmdráma, a 33 és 36 percek között látható a Panorámakerék, a még befedetlen Kanyargó, a már modernebbre cserélt Röpcsi, a kábeleken függő nagy Röpcsi.
- Utolsó alkalom (1980), rendező: Bácskai Lauró István – a filmben a feltételezett gyilkost a vidámparkban kapják el. Látható benne többek között a játékterem és a dodzsem.
- Vigyázat! Mélyföld! (1985), rendező: Molnár György – a film egy kb. 5 perces jelenete a Szellemvasút belsejében játszódik, a legvégén a Hullámvasúton készült felvételeket mutatnak.
- Vörös vurstli (1988), rendező: Molnár György – a film a Vurstli Tanácsköztársaság alatti viszontagságait mutatja be, de nem a területen forgatták.
- Végzetes végjáték (2000), rendező: Marleen Gorris – egy megőrülő sakkzseniről szóló filmdráma, melyben látható a Hullámvasút.
- Vírusbosszú (2000), rendező: Anthony Hickox – a film egyik jelenetében a negatív főszereplő a hullámvasúton keresztül menekül.
- MAB 16. rész (2010), rendező: Horgas Ádám – a zárójelenetet a vidámparkban vették fel, a fő hátteret az panorámakerék adja.
- Gingerclown (2011), rendező: Hatvani Balázs – retro horrorvígjáték, középiskolások éjszakai viszontagságai egy évtizedek óta bezárt vidámparkban. Látható benne többek között a Panorámakerék, Hullámvasút és a Mesecsónak.

## Dalok és a Vidám Park
- Bilicsi Tivadar: Ujjé, a ligetben. YouTube
- Jereb Ervin: Hullámvasút. YouTube
- Waszlavik László: A vidámpark fényein
- Judit és a Zenemanók: Vidámpark. YouTube
- 100 Folk Celsius: Vidámpark. YouTube
- Bergendy-együttes: Szellemvasút. YouTube
- Lerch István: Óriáskerék. YouTube
- Koncz Zsuzsa: A Vurstli. YouTube

## Színdarab
- Molnár Ferenc: Liliom – egy cselédlány és a Vurstli egyik hintáslegényének tragikus szerelme

## Honlap
- A Vidám Park archivált honlapja: https://web.archive.org/web/20131005090445/http://www.vidampark.hu/2009/hun/ elérhetőség: 2015. február 9.

## Térképek
- http://www.zoobudapest.com/pannonpark/mult/mutatvanyosok-a-varosligetben 1959-es térkép
- http://indafoto.hu/fovarosiblog/image/19252693-1a926891/user 1960 körüli térkép
- http://indafoto.hu/fovarosiblog/image/19252757-8657d33e/ kb. 1980-as térkép
- http://indafoto.hu/fovarosiblog/image/19282823-82df2dee/574385 2013-as térkép

## Fotógalériák
- http://www.life.hu/galeria/20120605-egy-kis-retro-igy-nezett-ki-regen-a-budapesti-vidampark.html ritka fotók a múltból
- http://egykor.hu/budapest-xiv--kerulet/angol-park---vidampark/462 régi fotók
- http://indafoto.hu/fovarosiblog/image/19282919-5b3f2328/574385
- http://www.arch.hu/tovabbi-evfordulok/klosz-gyorgy-fotografus-100-eve-hunyt-el Archiválva 2014. május 14-i dátummal a Wayback Machine-ben Ős-Budavár fotók

## Mozgóképek
- 1942-es mozgóképek. YouTube
- Az 1960-as években, kisfilmen. YouTube
- A régi körhinta. YouTube
- A Ciklon. YouTube
- A hullámvasút. YouTube
- 1994-es videó a YouTube-on